# Konkurs Piosenki Eurowizji 2022
66. Konkurs Piosenki Eurowizji odbył się 10, 12 i 14 maja 2022 w hali PalaOlimpico w Turynie. Koncerty zorganizowała Europejska Unia Nadawców oraz włoski nadawca publiczny Radiotelevisione italiana (Rai). Był to trzeci konkurs, który odbył się we Włoszech.
Finał konkursu wygrał zespół Kalush Orchestra, reprezentanci Ukrainy z piosenką „Stefania”, za którą otrzymali łącznie 631 punktów w głosowaniu jurorów i telewidzów.

## Lokalizacja

### Miejsce organizacji konkursu
Telewizja Rai otrzymała prawa do organizacji 66. Konkursu Piosenki Eurowizji dzięki wygranej zespołu Måneskin, reprezentantów Włoch w finale konkursu w 2021. 8 października Rai i EBU ogłosiła, że konkurs odbędzie się w hali PalaOlimpico w Turynie w dniach 10, 12 i 14 maja. 13 października rada Turynu zagłosowała za ustawą przekazania środków na rzecz organizacji konkursu. Finansowanie o łącznej wartości 3,5 mln euro pochodzi z szeregu organów lokalnych.

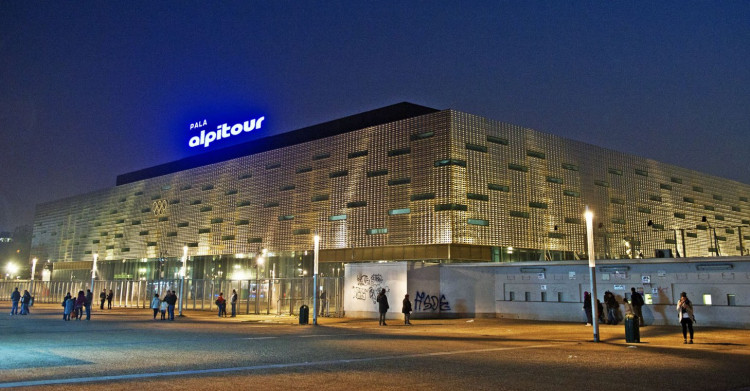
PalaOlimpico, miejsce organizacji konkursu.

Podobnie jak w poprzednich latach, dla gości i akredytowanych dziennikarzy przygotowane zostanie kilka atrakcji, w tym m.in. wioskę eurowizyjną (ang. Eurovision Village; miejsce na spotkania artystów i członków delegacji z fanami imprezy oraz akredytowanymi dziennikarzami), zlokalizowaną w Parco del Valentino, i euroklub (ang. EuroClub; miejsce imprez dla akredytowanych dziennikarzy i fanów), odbywa się w dziesięciu różnych miejscach w Turynie. Uroczysta ceremonia otwarcia konkursu odbyła się 8 maja w Pałacu Venaria.

### Wybór miejsca organizacji
Tuż po zwycięstwie szefowa delegacji Włoch Simona Martorelli ogłosiła, że miejsce organizacji zostanie wybrane w specjalnych spotkaniach, które nadawca również organizował przed konkursem w 2017, gdzie miastem wybranym na spełniające najlepsze warunki organizacji konkursu został Turyn. Szefowa delegacji zaprosiła też miasta chętne do organizacji konkursu do zgłoszenia swojej kandydatury. 7 lipca 2021 włoski nadawca Rai i EBU opublikowali listę kryteriów i wymagań dla miast chcących gościć konkurs:
- Miejsce organizacji musi być dostępne przez co najmniej 6 tygodni przed rozpoczęciem i tydzień po zakończeniu konkursu
- Hala organizacji musi być kryta z klimatyzacją, mieć pojemność około 8000–10 000 podczas imprezy, co ma stanowić około 70% ogólnej pojemności, biorąc pod uwagę scenę i produkcję
- Miejsce organizacji musi posiadać główną halę, która może pomieścić scenografię i wszystkie inne wymagania potrzebne do produkcji telewizyjnej oraz posiadać dodatkową ilość miejsca niedaleko hali w celu pomieszczenia m.in. centrum prasowego, pomieszczeń dla delegacji, garderob, pomieszczeń dla artystów i pomieszczeń socjalnych
- Miasto-gospodarz musi mieć międzynarodowe lotnisko nie dalej niż 90 minut od hali, która gości konkurs
- Miasto-gospodarz musi mieć ponad 2000 pokoi hotelowych dla delegacji oraz fanów w pobliżu lokalizacji konkursu

Początkowe zainteresowanie organizacją konkursu wyraziło 14 miast, z których cztery nie zgłosiły formalnych aplikacji: Bari, Neapol, Reggio nell’Emilia i Werona. Ostatecznie 17 miast zgłosiło aplikacje: Acireale, Alessandria, Bertinoro, Bolonia, Florencja, Genua, Jesolo, Matera, Mediolan, Palazzolo Acreide, Pesaro, Rimini, Rzym, San Remo, Turyn, Triest i Viterbo. Na opracowanie szczegółowych aplikacji miasta miały czas do 4 sierpnia – uczyniło to 11 miast. 24 sierpnia portal EurovisionIN poinformował, iż w fazie finalnej znalazło się 5 miast: Bolonia, Mediolan, Pesaro, Rimini oraz Turyn, co nie zostało jednak potwierdzone przez EBU. Wybór spośród miast miał zostać dokonany do końca sierpnia, jednak tak się nie stało, a w połowie września Stefano Coletta, dyrektor generalny Rai 1, stwierdził, że wybór jest opóźniony, lecz nadawca stara się by zapewnić „przejrzystość i precyzję” w wyborze miasta-gospodarza. 8 października organizatorzy potwierdzili, że konkurs odbędzie się w PalaOlimpico w Turynie. 
     Miasto wybrane na gospodarza 66. Konkursu Piosenki Eurowizji
| Miasto            | Miejsce                 | Pojemność | Uwagi                                                                   | Źr.           |
| ----------------- | ----------------------- | --------- | ----------------------------------------------------------------------- | ------------- |
| Turyn             | PalaOlimpico            | 15 657    | Poparta przez zgromadzenie Legislacyjne Piemontu i radę miejską Turynu. | [ 14 ]        |
| Acireale          | PalaTupparello          | 8000      | –                                                                       | [ 15 ]        |
| Alessandria       | Cittadella              | –         | Kandydatura uzależniona od konstrukcji dachu do pokrycia terenu.        | [ 15 ]        |
| Bolonia           | BolognaFiere            | 12 000    | Poparta przez zgromadzenie Legislacyjne Emilia-Romania                  | [ 16 ]        |
| Mediolan          | Palazzo delle Scintille | 18 000    | Poparta przez zgromadzenie Legislacyjne Lombardii.                      | [ 17 ]        |
| Genua             | Palasport di Genova     | 10 000    | Hala była w trakcie prac remontowych.                                   | [ 18 ]        |
| Palazzolo Acreide | –                       | –         | Potrzebna współpraca z innymi gminami w Syrakuzach.                     | [ 15 ]        |
| Pesaro            | Vitrifrigo Arena        | 10 323    | –                                                                       | [ 19 ]        |
| Rimini            | Rimini Fiera            | 10 000    | Organizacja wspólna z San Marino i lokalnym nadawcą San Marino RTV.     | [ 20 ] [ 21 ] |
| Rzym              | Fiera di Roma           | –         | Nie spełnia wymagań EBU dotyczących pojemności.                         | [ 22 ]        |
| Rzym              | Palazzo dello Sport     | 11 200    | Nie spełnia wymogów EBU.                                                | [ 23 ]        |
| San Remo          | Mercato dei Fiori       | 8000      | Miasto corocznie gości Festiwal Piosenki Włoskiej w San Remo.           | [ 24 ]        |

## Organizacja
Claudio Fasulo i Simona Martorelli będą pełnić rolę kierowników wykonawczych ze strony włoskiej firmy nadawczej Rai, a drugi rok z rzędu kierownikiem wykonawczym ze strony Europejskiej Unii Nadawców został Martin Österdahl. Cristian Biondani i Duccio Forzano będą reżyserami wszystkich koncertów konkursowych. Partnerem prezentacyjnym konkursu po raz kolejny został producent kosmetyków do włosów Moroccanoil, jako część 5-letniego kontraktu podpisanego przez firmę z EBU. Oficjalną linią lotniczą konkursu została linia Vueling Airlines.

### Projekt grafiki i sceny

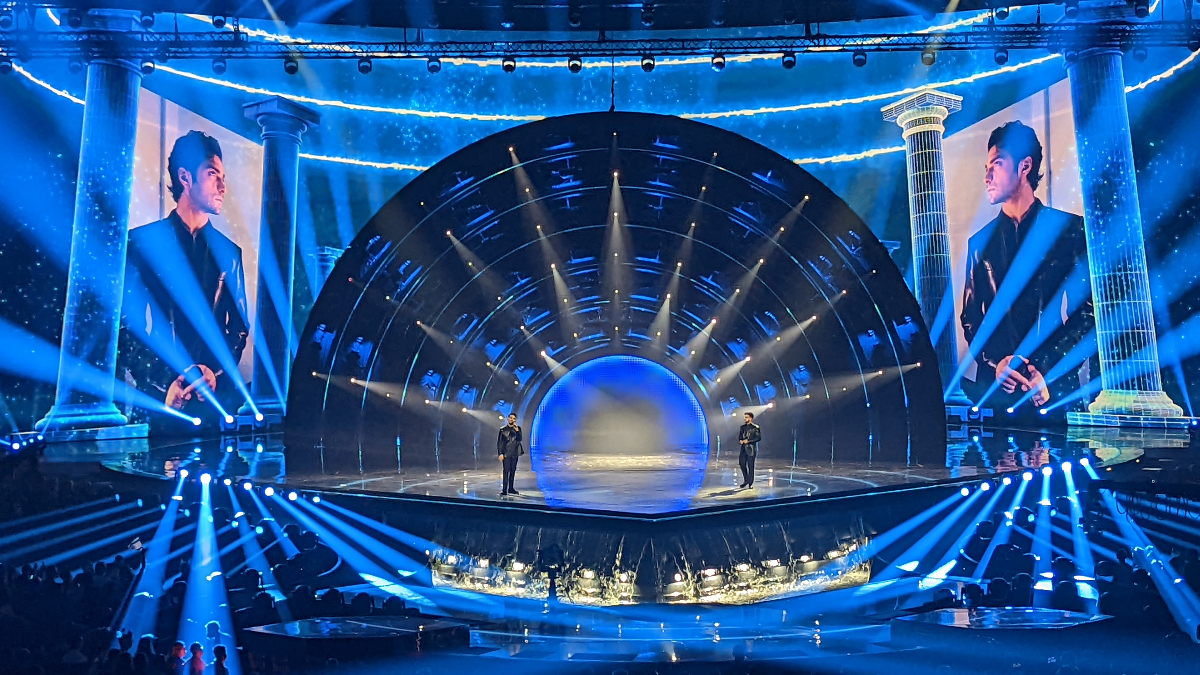
Scena konkursowa podczas gościnnego występu zespołu Il Volo w trakcie drugiego półfinału konkursu.

21 stycznia 2022 roku EBU oraz Rai opublikowali oficjalny motyw graficzny konkursu. Sloganem zostało hasło The Sound of Beauty. Główną inspirację dla szaty graficznej stanowiła cymatyka. Autorzy logo inspirowali się także słońcem i kształtami ogrodów włoskich. Użyta czcionka była bazowana z plakatów autorstwa kultowych włoskich artystów. 22 listopada 2021 rzymskie studio Atelier Francesca Montinaro ogłosiło w swoich mediach społecznościowych, że zostało wybrane przez Rai do zaprojektowania sceny do konkursu w 2022 roku.

### Występy
3 września 2021 islandzki nadawca RÚV opublikował zasady konkursu, ujawniając, że drugi rok z rzędu delegacje będą miały możliwość wykorzystania wcześniej nagranych chórków. Korzystanie z nagranych wokali towarzyszących nadal jest całkowicie opcjonalne. Każda delegacja może zdecydować się na użycie wokalistów wspierających, zarówno na scenie, jak i poza nią. Dopuszczalna będzie również kombinacja wokali na żywo i nagranych podkładów. Wszystkie wokale prowadzące muszą być nadal wykonywane na żywo, zgodnie z zasadami.
28 listopada 2021 ogłoszono, że drugi rok z rzędu każdy krajowy nadawca będzie miał obowiązek stworzyć przed konkursem nagranie zapasowe jako środek gwarantujący wszystkim uczestnikom możliwość wzięcia udziału w konkursie. Nagranie będzie można wykorzystać, jeśli uczestnik nie będzie miał możliwości znaleźć się na scenie w Turynie lub zostanie poddany kwarantannie po przyjeździe.

### Prowadzący
Po zwycięstwie Włoch w 65. Konkursie Piosenki Eurowizji rozpoczęły się spekulacje dotyczące prowadzących konkursu. Pierwotnie spekulowano, że konkurs poprowadzi m.in. Raffaella Carrà (spekulacje przerwała jej śmierć w lipcu) oraz Alessandro Cattelan. Podczas wywiadu dla RAI News24, Stefano Coletta, dyrektor generalny Rai 1, ujawnił, że jego intencją było zaproponowanie Carry rolę prowadzącej zarówno Eurowizji, jak i tegorocznego Festiwalu Piosenki Włoskiej w San Remo, natomiast Cattelan na spekulacje dotyczące prowadzenia konkursu odpowiedział, że „byłby wielce zaszczycony” taką ofertą.
24 stycznia 2022 włoska agencja Adnkronos doniosła, że konkurs poprowadzą: Alessandro Cattelan, Laura Pausini oraz Mika, co potwierdzono 2 lutego 2022 podczas drugiego wieczoru Festiwalu Piosenki Włoskiej.

### Losowanie półfinałów i kolejność występów
Losowanie przydzielające poszczególne kraje do półfinałów odbyło się 25 stycznia 2022 w turyńskim Palazzo Madama. Podobnie jak w poprzednich latach, wszystkie kraje uczestniczące, poza Wielką Piątką (czyli Francją, Hiszpanią, Niemcami, Wielką Brytanią i gospodarzami Włochami) zostały podzielone na tak zwane koszyki, a ich ułożenie było zależne od statystyk głosowania mieszkańców danych państw w poprzednich konkursach. Państwa biorące udział w półfinałach zostały podzielone na dwa półfinały, a członkowie Wielkiej Piątki zostali przydzieleni do jednego z półfinałów, w którym będą musieli głosować. Podział na koszyki został opublikowany 18 stycznia 2022.
| Koszyk 1                                                                    | Koszyk 2                                                        | Koszyk 3                                                    | Koszyk 4                                                     | Koszyk 5                                                | Koszyk 6                                                       |
| --------------------------------------------------------------------------- | --------------------------------------------------------------- | ----------------------------------------------------------- | ------------------------------------------------------------ | ------------------------------------------------------- | -------------------------------------------------------------- |
| - Albania - Chorwacja - Czarnogóra - Macedonia Północna - Serbia - Słowenia | - Australia - Dania - Finlandia - Islandia - Norwegia - Szwecja | - Armenia - Azerbejdżan - Gruzja - Izrael - Rosja - Ukraina | - Bułgaria - Cypr - Grecja - Malta - Portugalia - San Marino | - Estonia - Litwa - Łotwa - Mołdawia - Polska - Rumunia | - Austria - Belgia - Czechy - Holandia - Irlandia - Szwajcaria |

Szczegółowa kolejność występów w półfinałach została ustalona przez produkcję i podana do wiadomości publicznej 29 marca. 15 marca podczas zjazdu delegacji, kraj gospodarz (Włochy) wylosował 9 pozycję w finale.

### Kontrowersje

#### Udział Ukrainy
Po zwycięstwie Aliny Pasz w ukraińskich preselekcjach, zdobywcy drugiego miejsca Kalush Orchestra oskarżyli organizatorów koncertu o sfałszowanie wyników. Wokalista Olech Psiuk twierdził, że organizatorzy selekcji odmówili z nim rozmowy po tym, gdy podczas ogłoszenia wyników pojawiło się kilka problemów technicznych. Podczas ogłaszania wyników na żywo doszło do awarii elektronicznej tablicy wyników, co oznaczało, że gospodarz Timur Mirosznyczenko musiał ręcznie ogłaszać wyniki z kartki papieru. Członek zarządu NSTU Jarosław Łodyhin odparł zarzuty, mówiąc, że prowadzący był zdezorientowany z powodu błędów redakcyjnych w dokumencie z wynikami, a wyniki były prawidłowe. Nadawca NSTU i jego partner audytowy PwC utrzymali aktualność wyników.
W 2020 roku w wyniku zamieszania wokół udziału Maruv w konkursie w 2019 roku, do ukraińskich preselekcji wprowadzono zasadę uniemożliwiającą udział w konkursie artystom, którzy od 2014 występowali w Rosji lub przekroczyli granicę krymską z naruszeniem ustawodawstwa Ukrainy. 14 lutego 2022 aktywista i bloger Serhij Sternenko nagłośnił, że Pasz wjechała na Krym z terytorium Rosji w 2015, oraz wraz ze swoim zespołem sfałszowała dokumenty podróżne, aby wziąć udział w ukraińskich eliminacjach. Stacja NSTU oświadczyła, że zwrócą się do ukraińskiej Państwowej Straży Granicznej o sprawdzenie, czy dokumentacja nie jest sfałszowana, a Pasz nie będzie oficjalnie reprezentantką Ukrainy w konkursie „dopóki nie zakończy się weryfikacja i wyjaśnienie faktów”.
16 lutego piosenkarka ogłosiła w poście na Instagramie, że Państwowa Służba Graniczna nie była w stanie dostarczyć jej nowego zaświadczenia na dowód wjazdu na Krym, o co poprosiła w następstwie kontrowersji, ponieważ powiązane dokumenty są przechowywane tylko przez pięć lat. Wkrótce później Pasz ogłosiła w mediach społecznościowych, że wycofała swoją kandydaturę do reprezentowania Ukrainy w Konkursie Piosenki Eurowizji. 22 lutego przedstawiciele stacji NSTU potwierdzili, że kraj reprezentować będą Kalush Orchestra z utworem „Stefania”.

#### Dyskwalifikacja Rosji
23 lutego 2022 roku ukraiński nadawca publiczny NSTU zaapelował o wydalenie rosyjskich członków C1R i RTR z Europejskiej Unii Nadawców z powodu uznania przez prezydenta Władimira Putina dnia 21 lutego dwóch separastycznych republik ludowych na terenie Ukrainy. Nadawca wspomniał również o notorycznym łamaniu przez nadawców wolności słowa i informacji. Dzień później, po rozpoczęciu rosyjskiej inwazji na Ukrainę następujący nadawcy wypowiedzieli się przeciwko udziałowi Rosji w konkursie: DR (Dania), Yle (Finlandia), LRT (Litwa), AVROTROS (Holandia), NRK (Norwegia), SVT (Szwecja), ERR (Estonia), RÚV (Islandia) oraz TVP (Polska). Nadawcy z Finlandii oraz Estonii ogłosili, że jeżeli Rosja weźmie udział w konkursie, to kraje wycofają się z udziału. Udziałowi Rosji sprzeciwili się również reprezentanci Łotwy, Citi Zēni.
25 lutego kraj został zdyskwalifikowany z konkursu pod pretekstem „obrony wartości konkursu, który promuje międzynarodową wymianę kulturalną, jednoczy publiczność, celebruje różnorodność poprzez muzykę i jednoczy Europę na jednej scenie”. Dzień później poinformowano o wyjściu z EBU wszystkich trzech stacji pochodzących z Rosji, co uniemożliwiło udział kraju w przyszłych konkursach, dopóki stacje dołączą do EBU ponownie.

#### Możliwe rezygnacje
12 kwietnia, nadawca publiczny KAN ujawnił, że Izrael może zrezygnować z udziału w konkursie z powodu nasilającego się strajku służb do Ministerstwa Spraw Zagranicznych ze względu na brak zapewnienia bezpieczeństwa reprezentacji w dużych widowiskach. EBU nie otrzymała jednak formalnego zgłoszenia o wycofaniu się kraju z występu. Ostatecznie potwierdzono, że Izrael wystąpi w konkursie.
8 maja 2022 roku nadawca MKRTV ogłosił, że potępia zachowanie reprezentantki kraju, Andrei, która podczas ceremonii otwarcia konkursu rzuciła macedońską flagą by zapozować do zdjęcia, opisując je jako „bezczeszczenie symbolu narodowego, które jest karalne przez prawo macedońskie”. Nadawca ogłosił, że rozważa możliwość wycofania reprezentantki z konkursu, oraz że prawne możliwości najsurowszego ukarania tego skandalu zostaną podjęte wobec osób odpowiedzialnych w delegacji macedońskiej. Ostatecznie 11 maja nadawca oświadczył, że weźmie udział w konkursie oraz podejmie wszelkie środki dyscyplinarne po powrocie delegacji z Turynu.

#### Zamieszanie wokół hiszpańskich preselekcji
Po finale hiszpańskich preselekcji pojawiły się zarzuty o faworyzowanie zwyciężczyni, Chanel. Jedna z członków krajowego jury, Miryam Benedited, wcześniej pracowała z Chanel jako choreografka, co doprowadziło do zarzutów o kumoterstwo. Ponadto hiszpańscy widzowie wyrazili frustrację formatem głosowania, gdy ujawniono, że galicyjska grupa folkowa Tanxugueiras, która zajęła trzecie miejsce, wygrała głosowanie publiczne z prawie 71% głosów, podczas gdy zwyciężczyni Chanel otrzymała wyłącznie 4%. Nadawca RTVE wydał oświadczenie, w którym uznał niezadowolenie widzów z selekcji i obiecał otworzyć dialog w celu ulepszenia przyszłych edycji eliminacji, ale utrzymał stanowisko wobec reprezentantki.

#### Problemy techniczne
Niezadowolenie z prób statystów wyrazili reprezentanci Chorwacji, Holandii, Mołdawii i Łotwy. Pierwszego dnia prób, 30 kwietnia, włoski dziennik „La Stampa” poinformował o problemach z silnikami, które mają umożliwiać ruch pierścieni na scenie, przez co kinetyczne słońce nie może poruszać się tak swobodnie, jak oczekiwano. Do wiadomości podano także, iż problemu nie da się całkowicie rozwiązać i że podjęto decyzję o ograniczeniu zakresu, w jakim instalacja będzie się poruszać. Tego samego ranka litewska delegacja ogłosiła, że występ reprezentantki Moniki Liu nie będzie przebiegał zgodnie z planem, oraz że potrzebne będzie dokonanie zmian w występie.
Podczas ogłaszania wyników jury podczas finału trzech sekretarzy (Azerbejdżanu, Rumunii i Gruzji) nie mogło połączyć się ze względu na problemy techniczne.

#### Ataki hakerskie na nadawców i organizację
23 lutego z profilu bułgarskiego nadawcy BNT poświęconego Eurowizji na Twitterze zniknęły wszystkie wpisy na temat formacji Intelligent Music Project, wyłonionej na reprezentanta kraju w konkursie. Pojawiły się także wpisy z datą 15 marca oraz sylwetką mężczyzny sugerujące, że telewizja wyłoniła nowego reprezentanta – Kristiana Kostowa, zdobywcy drugiego miejsca na Eurowizji 2017, który obchodzi urodziny 15 marca. Zaowocowało to wzrostem Bułgarii w zakładach bukmacherskich, która z 39. miejsca przed incydentem osiągnęła w najwyższym momencie trzecie miejsce. Kilka godzin później nadawca BNT ogłosił, że „zamieszanie wywołał fan konkursu, który miał dostęp do konta. Tweety zostały usunięte, a teraz temat jest zakończony”. Sam Kostow wyjaśnił, że nie doszło do jego ponownej selekcji, lecz chciałby powrócić do konkursu w przyszłości. 

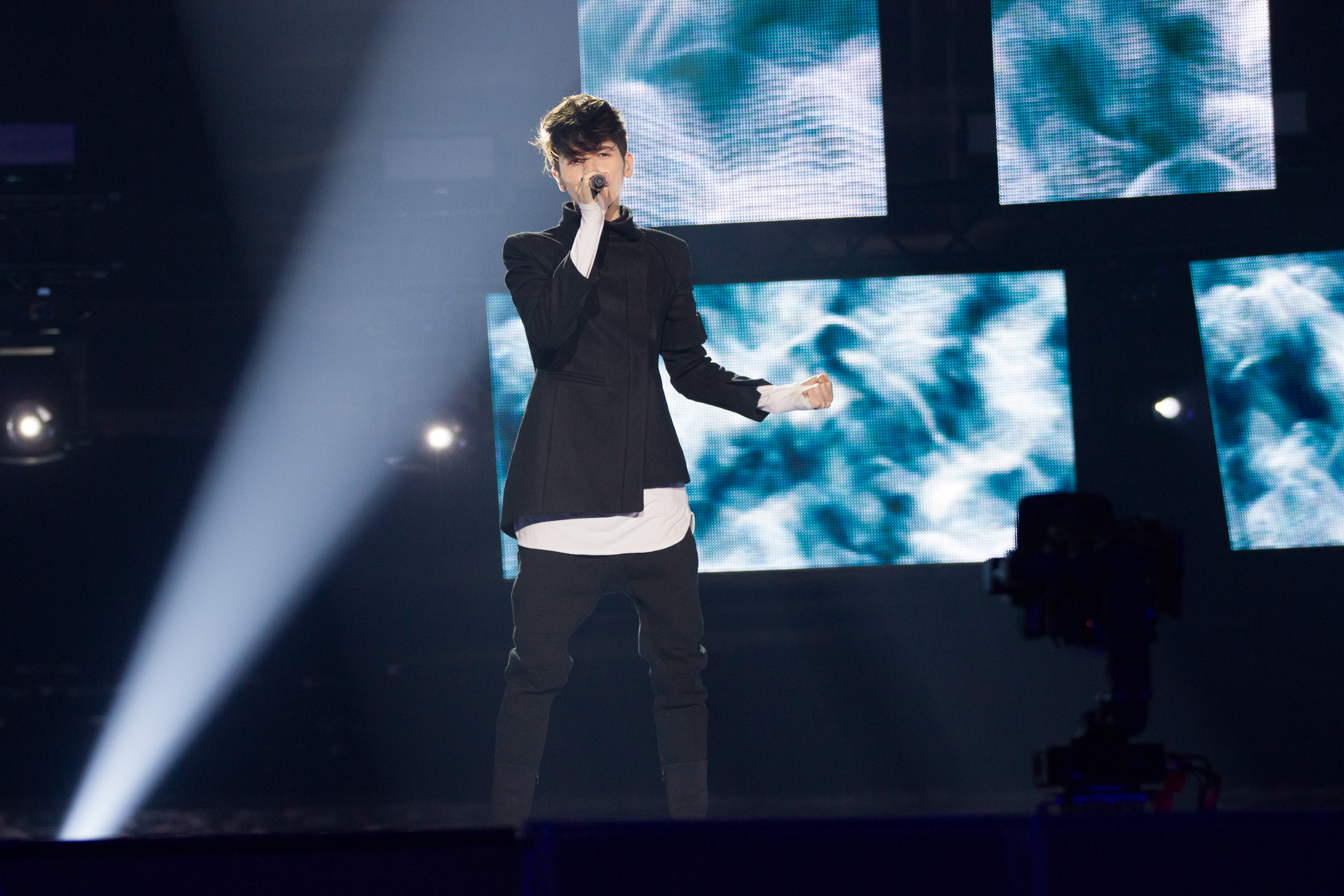
Kristian Kostow podczas występu w trakcie 62. Konkursu Piosenki Eurowizji (2017).

11 maja 2022 prorosyjska grupa hakerska Killnet przeprowadziła atak na wiele włoskich instytucjonalnych stron internetowych, m.in. Ministerstwa Obrony, Senatu, Narodowego Instytutu Zdrowia i Automobile Club d’Italia. Oficjalna strona internetowa Konkursu Piosenki Eurowizji została później ujawniona jako jedna ze stron, które były celem ataku. Hakerzy planowali również atak na platformę, na której oparty jest system głosowania konkursu. Atak ostatecznie się nie powiódł oraz nie nastąpiły żadne zakłócenia ani na stronie internetowej, ani na platformie do głosowania.

#### Anulowanie głosów sześciu państw
W oświadczeniu opublikowanym w czasie głosowania finałowego EBU poinformowała, że w analizie głosowania jury po drugiej próbie generalnej drugiego półfinału w wynikach sześciu krajów (Azerbejdżanu, Gruzji, Czarnogóry, Polski, Rumunii i San Marino) wykryto nieprawidłowości – organizatorzy podejrzewali bowiem, że państwa te oddawały swoje głosy w sposób stronniczy, jednocześnie próbując zmanipulować ostateczny wynik. W konsekwencji wykrytych nieprawidłowości w drugim półfinale oraz finale Eurowizji anulowano głosy wspomnianych państw i zastosowano zastępcze wyniki opartymi na wcześniejszych schematach głosowania. W sprawie decyzji Europejskiej Unii Nadawców swoje oświadczenia opublikowali nadawcy z Azerbejdżanu, Gruzji, Rumunii i Polski, żądając wyjaśnień. 19 maja EBU ujawniła głosy jurorów z 6 krajów w półfinale, na którym widać wyraźnie, że ci jurorzy wymieniali się punktami dla samych siebie. Wyniki nie zostały zmienione i zostały zatwierdzone.

#### Wyniki głosowania jury Ukrainy
Kalush Orchestra – zwycięzcy konkursu – otrzymali maksymalną liczbę punktów zarówno od polskiego jury, jak i widzów głosujących SMS-owo. Natomiast reprezentant Polski od ukraińskiego jury nie otrzymał żadnego punktu (za to od widzów z Ukrainy dostał maksymalną liczbę pkt), na co szybko zwrócono uwagę w mediach społecznościowych. Ambasador Ukrainy w Polsce Andrij Deszczycia i ukraiński minister kultury Ołeksandr Tkaczenko skrytykowali decyzję jury.

## Kraje uczestniczące
Państwa uczestniczące w pierwszym półfinale
     Finaliści głosujący w pierwszym półfinale
     Państwa uczestniczące w drugim półfinale
     Finaliści głosujący w drugim półfinale

Państwa uczestniczące w pierwszym półfinale
Finaliści głosujący w pierwszym półfinale
Państwa uczestniczące w drugim półfinale
Finaliści głosujący w drugim półfinale

Kraje miały czas do 16 września 2021 na złożenie wniosków o udział w konkursie, a do 11 października na wycofanie ich bez narażania się na sankcje finansowe. 20 października 2021 EBU potwierdziła, że w konkursie wezmą udział reprezentacje z 41 krajów, w tym m.in. Czarnogóry i Armenii, które powrócą do stawki po przerwie. 25 lutego 2022 w świetle rosyjskiej inwazji na Ukrainę zdyskwalifikowana została Rosja, zmniejszając liczbę uczestników do 40.

### Powracający artyści
Jednym z członków zespołu Intelligent Music Project, który reprezentował Bułgarię, jest Stojan Jankułow, który wraz z Elicą Todorową wystąpił w barwach kraju w konkursie w 2007 i 2013. Zespół Zdob și Zdub reprezentujący Mołdawię wraz z Advahov Brothers z utworem „Trenulețul”, reprezentował kraj już w konkursach w 2005 oraz 2011 roku. Mahmood, reprezentujący Włochy wraz z Blanco, brał udział w konkursie w 2019, który odbył się w Tel Awiwie. Jednym z członków zespołu Kalush Orchestra reprezentującego Ukrainę jest Ihor Didenczuk, który już wcześniej reprezentował kraj jako członek zespołu Go A w 2020 i 2021 roku. Jedną z członkiń zespołu Reddi reprezentującego Danię jest Ihan Haydar, która była w chórze Soluny Samay, reprezentującej kraj w konkursie w 2012 w Baku.
Reprezentantka Litwy Monika Liu była współautorką tekstu utworu „This Time”, który Monika Linkytė i Vaidas Baumila zaśpiewali w barwach kraju podczas konkursu w 2015. Utwór „Snap” reprezentujący Armenię został częściowo skomponowany przez Tamar Kaprelian – amerykańsko-ormiańską artystkę, która reprezentowała kraj w konkursie w 2015 jako członkini zespołu Genealogy.

## Uczestnicy i wyniki

### Pierwszy półfinał
- Pierwszy półfinał odbył się 10 maja 2022 o godzinie 21:00 (CEST).
- Podczas półfinału możliwość głosowania mieli mieszkańcy krajów rywalizujących w tym koncercie, a także państw-finalistów: Francji i Włoch.
- Do finału zakwalifikowało się dziesięć krajów z największą liczbą punktów zdobytych w głosowaniu jurorów i telewidzów.

| Lp. | Kraj       | Wykonawca                       | Utwór                     | Język                  | Miejsce | Punkty |
| --- | ---------- | ------------------------------- | ------------------------- | ---------------------- | ------- | ------ |
| 1   | Albania    | Ronela Hajati                   | „Sekret”                  | angielski, albański    | 12      | 58     |
| 2   | Łotwa      | Citi Zēni                       | „Eat Your Salad”          | angielski              | 14      | 55     |
| 3   | Litwa      | Monika Liu                      | „Sentimentai”             | litewski               | 7       | 159    |
| 4   | Szwajcaria | Marius Bear                     | „Boys Do Cry”             | angielski              | 9       | 118    |
| 5   | Słowenia   | LPS                             | „Disko”                   | słoweński              | 17      | 15     |
| 6   | Ukraina    | Kalush Orchestra                | „Stefania” (Стефанія)     | ukraiński              | 1       | 337    |
| 7   | Bułgaria   | Intelligent Music Project       | „Intention”               | angielski              | 16      | 29     |
| 8   | Holandia   | S10                             | „De diepte”               | niderlandzki           | 2       | 221    |
| 9   | Mołdawia   | Zdob și Zdub i Advahov Brothers | „Trenulețul”              | rumuński               | 8       | 154    |
| 10  | Portugalia | Maro                            | „Saudade, saudade”        | portugalski, angielski | 4       | 208    |
| 11  | Chorwacja  | Mia Dimšić                      | „Guilty Pleasure”         | angielski, chorwacki   | 11      | 75     |
| 12  | Dania      | Reddi                           | „The Show”                | angielski              | 13      | 55     |
| 13  | Austria    | Lumix ft. Pia Maria             | „Halo”                    | angielski              | 15      | 42     |
| 14  | Islandia   | Systur                          | „Með hækkandi sól”        | islandzki              | 10      | 103    |
| 15  | Grecja     | Amanda Georgiadi Tenfjord       | „Die Together”            | angielski              | 3       | 211    |
| 16  | Norwegia   | Subwoolfer                      | „Give That Wolf a Banana” | angielski              | 6       | 177    |
| 17  | Armenia    | Rosa Linn                       | „Snap”                    | angielski              | 5       | 187    |

Tabela punktacyjna pierwszego półfinału
| Wyniki jurorów i telewidzów | Wyniki jurorów i telewidzów | Wyniki jurorów i telewidzów | Wyniki jurorów i telewidzów | Wyniki jurorów i telewidzów |
| Miejsce                     | Telewidzowie                | Punkty                      | Jurorzy                     | Punkty                      |
| --------------------------- | --------------------------- | --------------------------- | --------------------------- | --------------------------- |
| 1                           | Ukraina                     | 202                         | Grecja                      | 151                         |
| 2                           | Mołdawia                    | 135                         | Holandia                    | 142                         |
| 3                           | Armenia                     | 105                         | Ukraina                     | 135                         |
| 4                           | Norwegia                    | 104                         | Portugalia                  | 121                         |
| 5                           | Litwa                       | 103                         | Szwajcaria                  | 107                         |
| 6                           | Portugalia                  | 87                          | Armenia                     | 82                          |
| 7                           | Holandia                    | 79                          | Norwegia                    | 73                          |
| 8                           | Grecja                      | 60                          | Islandia                    | 64                          |
| 9                           | Albania                     | 46                          | Litwa                       | 56                          |
| 10                          | Islandia                    | 39                          | Chorwacja                   | 42                          |
| 11                          | Austria                     | 36                          | Łotwa                       | 39                          |
| 12                          | Chorwacja                   | 33                          | Dania                       | 35                          |
| 13                          | Dania                       | 20                          | Mołdawia                    | 19                          |
| 14                          | Bułgaria                    | 18                          | Albania                     | 12                          |
| 15                          | Łotwa                       | 16                          | Bułgaria                    | 11                          |
| 16                          | Szwajcaria                  | 11                          | Słowenia                    | 7                           |
| 17                          | Słowenia                    | 8                           | Austria                     | 6                           |

| Jurorzy Telewidzowie | Jurorzy Telewidzowie | Kraje głosujące | Kraje głosujące | Kraje głosujące | Kraje głosujące | Kraje głosujące | Kraje głosujące | Kraje głosujące | Kraje głosujące | Kraje głosujące | Kraje głosujące | Kraje głosujące | Kraje głosujące | Kraje głosujące | Kraje głosujące | Kraje głosujące | Kraje głosujące | Kraje głosujące | Kraje głosujące | Kraje głosujące | Kraje głosujące | Kraje głosujące | Kraje głosujące | Kraje głosujące | Kraje głosujące | Kraje głosujące | Kraje głosujące | Kraje głosujące | Kraje głosujące | Kraje głosujące | Kraje głosujące | Kraje głosujące | Kraje głosujące | Kraje głosujące | Kraje głosujące | Kraje głosujące | Kraje głosujące | Kraje głosujące | Kraje głosujące | Kraje głosujące | Kraje głosujące | Kraje głosujące | Kraje głosujące |
| Jurorzy Telewidzowie | Jurorzy Telewidzowie |                 |                 | Albania         | Łotwa           | Litwa           | Szwajcaria      | Słowenia        | Ukraina         | Bułgaria        | Holandia        | Mołdawia        | Portugalia      | Chorwacja       | Dania           | Austria         | Islandia        | Grecja          | Norwegia        | Armenia         | Francja         | Włochy          |                 |                 |                 |                 |                 |                 |                 |                 |                 |                 |                 |                 |                 |                 |                 |                 |                 |                 |                 |                 |                 |
| Uczestnicy konkursu  | Albania              | 58              | 12              |                 |                 |                 |                 |                 |                 |                 |                 |                 |                 |                 |                 |                 |                 | 12              |                 |                 |                 |                 |                 |                 |                 |                 |                 |                 |                 |                 |                 |                 |                 |                 |                 |                 |                 |                 |                 |                 |                 |                 |                 |
| Uczestnicy konkursu  | Albania              | 58              | 46              |                 |                 |                 | 8               | 6               |                 | 1               |                 |                 |                 | 2               |                 | 2               |                 | 12              |                 | 2               | 5               | 8               |                 |                 |                 |                 |                 |                 |                 |                 |                 |                 |                 |                 |                 |                 |                 |                 |                 |                 |                 |                 |                 |
| Uczestnicy konkursu  | Łotwa                | 55              | 39              |                 |                 | 2               | 2               | 3               |                 | 3               |                 | 4               | 12              |                 | 1               | 1               | 4               | 4               |                 | 2               |                 | 1               |                 |                 |                 |                 |                 |                 |                 |                 |                 |                 |                 |                 |                 |                 |                 |                 |                 |                 |                 |                 |                 |
| Uczestnicy konkursu  | Łotwa                | 55              | 16              |                 |                 | 10              |                 |                 | 5               |                 | 1               |                 |                 |                 |                 |                 |                 |                 |                 |                 |                 |                 |                 |                 |                 |                 |                 |                 |                 |                 |                 |                 |                 |                 |                 |                 |                 |                 |                 |                 |                 |                 |                 |
| Uczestnicy konkursu  | Litwa                | 159             | 56              |                 | 1               |                 | 3               | 12              |                 |                 | 2               |                 | 6               | 10              | 5               |                 | 8               |                 | 5               |                 | 2               | 2               |                 |                 |                 |                 |                 |                 |                 |                 |                 |                 |                 |                 |                 |                 |                 |                 |                 |                 |                 |                 |                 |
| Uczestnicy konkursu  | Litwa                | 159             | 103             | 1               | 10              |                 | 3               | 5               | 12              | 5               | 5               | 6               | 6               | 6               | 8               | 4               | 5               | 5               | 8               | 7               | 6               | 1               |                 |                 |                 |                 |                 |                 |                 |                 |                 |                 |                 |                 |                 |                 |                 |                 |                 |                 |                 |                 |                 |
| Uczestnicy konkursu  | Szwajcaria           | 118             | 107             | 6               | 4               | 10              |                 | 4               | 6               | 12              | 7               | 10              | 4               | 6               | 6               | 7               | 5               |                 | 4               | 5               | 5               | 6               |                 |                 |                 |                 |                 |                 |                 |                 |                 |                 |                 |                 |                 |                 |                 |                 |                 |                 |                 |                 |                 |
| Uczestnicy konkursu  | Szwajcaria           | 118             | 11              |                 |                 | 3               |                 |                 |                 |                 | 2               |                 |                 |                 | 1               | 3               | 1               |                 |                 | 1               |                 |                 |                 |                 |                 |                 |                 |                 |                 |                 |                 |                 |                 |                 |                 |                 |                 |                 |                 |                 |                 |                 |                 |
| Uczestnicy konkursu  | Słowenia             | 15              | 7               |                 |                 |                 |                 |                 |                 |                 | 1               | 1               |                 | 5               |                 |                 |                 |                 |                 |                 |                 |                 |                 |                 |                 |                 |                 |                 |                 |                 |                 |                 |                 |                 |                 |                 |                 |                 |                 |                 |                 |                 |                 |
| Uczestnicy konkursu  | Słowenia             | 15              | 8               |                 |                 |                 |                 |                 |                 |                 |                 |                 |                 | 8               |                 |                 |                 |                 |                 |                 |                 |                 |                 |                 |                 |                 |                 |                 |                 |                 |                 |                 |                 |                 |                 |                 |                 |                 |                 |                 |                 |                 |                 |
| Uczestnicy konkursu  | Ukraina              | 337             | 135             | 12              | 12              | 12              | 8               | 7               |                 |                 | 8               | 12              | 7               | 7               | 7               |                 | 10              | 3               | 6               | 7               | 10              | 7               |                 |                 |                 |                 |                 |                 |                 |                 |                 |                 |                 |                 |                 |                 |                 |                 |                 |                 |                 |                 |                 |
| Uczestnicy konkursu  | Ukraina              | 337             | 202             | 8               | 12              | 12              | 10              | 10              |                 | 12              | 12              | 12              | 12              | 12              | 12              | 12              | 12              | 10              | 10              | 12              | 10              | 12              |                 |                 |                 |                 |                 |                 |                 |                 |                 |                 |                 |                 |                 |                 |                 |                 |                 |                 |                 |                 |                 |
| Uczestnicy konkursu  | Bułgaria             | 29              | 11              | 1               |                 |                 |                 |                 |                 |                 |                 |                 |                 |                 |                 |                 |                 | 10              |                 |                 |                 |                 |                 |                 |                 |                 |                 |                 |                 |                 |                 |                 |                 |                 |                 |                 |                 |                 |                 |                 |                 |                 |                 |
| Uczestnicy konkursu  | Bułgaria             | 29              | 18              | 12              |                 |                 |                 |                 |                 |                 |                 | 5               |                 |                 |                 |                 |                 | 1               |                 |                 |                 |                 |                 |                 |                 |                 |                 |                 |                 |                 |                 |                 |                 |                 |                 |                 |                 |                 |                 |                 |                 |                 |                 |
| Uczestnicy konkursu  | Holandia             | 221             | 142             | 10              | 3               | 8               | 12              | 10              | 12              | 4               |                 | 2               | 8               | 2               | 12              | 8               | 7               | 6               | 8               | 12              | 8               | 10              |                 |                 |                 |                 |                 |                 |                 |                 |                 |                 |                 |                 |                 |                 |                 |                 |                 |                 |                 |                 |                 |
| Uczestnicy konkursu  | Holandia             | 221             | 79              | 3               | 3               | 6               | 2               | 3               | 6               | 3               |                 | 8               | 8               | 3               | 4               | 5               | 8               | 4               | 1               | 4               | 4               | 4               |                 |                 |                 |                 |                 |                 |                 |                 |                 |                 |                 |                 |                 |                 |                 |                 |                 |                 |                 |                 |                 |
| Uczestnicy konkursu  | Mołdawia             | 154             | 19              |                 |                 | 1               |                 |                 | 2               | 1               |                 |                 | 1               |                 |                 |                 |                 | 7               | 1               | 1               |                 | 5               |                 |                 |                 |                 |                 |                 |                 |                 |                 |                 |                 |                 |                 |                 |                 |                 |                 |                 |                 |                 |                 |
| Uczestnicy konkursu  | Mołdawia             | 154             | 135             |                 | 8               | 7               | 7               | 7               | 10              | 8               | 10              |                 | 10              | 10              | 6               | 10              | 7               | 6               | 6               | 6               | 7               | 10              |                 |                 |                 |                 |                 |                 |                 |                 |                 |                 |                 |                 |                 |                 |                 |                 |                 |                 |                 |                 |                 |
| Uczestnicy konkursu  | Portugalia           | 208             | 121             | 4               | 5               | 7               | 4               | 6               | 8               | 5               | 10              | 5               |                 | 12              | 8               | 10              | 6               | 5               | 10              | 10              | 6               |                 |                 |                 |                 |                 |                 |                 |                 |                 |                 |                 |                 |                 |                 |                 |                 |                 |                 |                 |                 |                 |                 |
| Uczestnicy konkursu  | Portugalia           | 208             | 87              | 5               | 6               | 8               | 12              | 2               | 4               | 6               | 6               | 4               |                 | 1               | 3               | 1               | 2               | 3               | 2               | 8               | 8               | 6               |                 |                 |                 |                 |                 |                 |                 |                 |                 |                 |                 |                 |                 |                 |                 |                 |                 |                 |                 |                 |                 |
| Uczestnicy konkursu  | Chorwacja            | 75              | 42              | 3               |                 |                 |                 | 8               | 3               | 6               | 3               |                 |                 |                 |                 | 3               |                 | 8               |                 | 4               |                 | 4               |                 |                 |                 |                 |                 |                 |                 |                 |                 |                 |                 |                 |                 |                 |                 |                 |                 |                 |                 |                 |                 |
| Uczestnicy konkursu  | Chorwacja            | 75              | 33              | 6               |                 |                 | 6               | 12              |                 | 2               |                 |                 | 1               |                 |                 | 6               |                 |                 |                 |                 |                 |                 |                 |                 |                 |                 |                 |                 |                 |                 |                 |                 |                 |                 |                 |                 |                 |                 |                 |                 |                 |                 |                 |
| Uczestnicy konkursu  | Dania                | 55              | 35              |                 | 6               | 5               | 5               |                 | 5               | 2               |                 |                 |                 | 3               |                 | 5               | 1               |                 | 3               |                 |                 |                 |                 |                 |                 |                 |                 |                 |                 |                 |                 |                 |                 |                 |                 |                 |                 |                 |                 |                 |                 |                 |                 |
| Uczestnicy konkursu  | Dania                | 55              | 20              |                 | 2               | 1               |                 | 1               |                 |                 |                 | 3               | 3               |                 |                 |                 | 6               |                 | 4               |                 |                 |                 |                 |                 |                 |                 |                 |                 |                 |                 |                 |                 |                 |                 |                 |                 |                 |                 |                 |                 |                 |                 |                 |
| Uczestnicy konkursu  | Austria              | 42              | 6               |                 |                 |                 |                 |                 |                 |                 |                 |                 |                 |                 |                 |                 |                 | 2               |                 |                 | 1               | 3               |                 |                 |                 |                 |                 |                 |                 |                 |                 |                 |                 |                 |                 |                 |                 |                 |                 |                 |                 |                 |                 |
| Uczestnicy konkursu  | Austria              | 42              | 36              | 4               | 1               |                 | 4               |                 | 3               |                 |                 | 2               |                 | 4               | 2               |                 | 4               | 2               | 3               | 5               |                 | 1               |                 |                 |                 |                 |                 |                 |                 |                 |                 |                 |                 |                 |                 |                 |                 |                 |                 |                 |                 |                 |                 |
| Uczestnicy konkursu  | Islandia             | 103             | 64              | 5               | 8               | 4               | 6               |                 | 4               |                 | 5               | 3               | 10              | 4               | 4               | 2               |                 |                 | 2               | 3               | 4               |                 |                 |                 |                 |                 |                 |                 |                 |                 |                 |                 |                 |                 |                 |                 |                 |                 |                 |                 |                 |                 |                 |
| Uczestnicy konkursu  | Islandia             | 103             | 39              |                 | 5               | 2               | 1               |                 | 8               |                 | 4               |                 | 2               |                 | 7               |                 |                 |                 | 7               |                 | 3               |                 |                 |                 |                 |                 |                 |                 |                 |                 |                 |                 |                 |                 |                 |                 |                 |                 |                 |                 |                 |                 |                 |
| Uczestnicy konkursu  | Grecja               | 211             | 151             | 8               | 10              | 6               | 10              | 5               | 7               | 10              | 12              | 8               | 5               | 8               | 10              | 6               | 2               |                 | 12              | 8               | 12              | 12              |                 |                 |                 |                 |                 |                 |                 |                 |                 |                 |                 |                 |                 |                 |                 |                 |                 |                 |                 |                 |                 |
| Uczestnicy konkursu  | Grecja               | 211             | 60              | 10              |                 |                 |                 | 8               | 1               | 7               | 3               | 1               | 4               |                 |                 |                 |                 |                 | 12              | 10              | 1               | 3               |                 |                 |                 |                 |                 |                 |                 |                 |                 |                 |                 |                 |                 |                 |                 |                 |                 |                 |                 |                 |                 |
| Uczestnicy konkursu  | Norwegia             | 177             | 73              | 2               | 7               | 3               | 7               | 2               | 1               | 7               | 6               | 7               | 2               |                 | 3               | 4               | 12              | 1               |                 | 6               | 3               |                 |                 |                 |                 |                 |                 |                 |                 |                 |                 |                 |                 |                 |                 |                 |                 |                 |                 |                 |                 |                 |                 |
| Uczestnicy konkursu  | Norwegia             | 177             | 104             | 2               | 7               | 5               |                 | 4               | 7               | 4               | 7               | 10              | 7               | 7               | 10              | 7               | 10              | 7               |                 | 3               | 2               | 5               |                 |                 |                 |                 |                 |                 |                 |                 |                 |                 |                 |                 |                 |                 |                 |                 |                 |                 |                 |                 |                 |
| Uczestnicy konkursu  | Armenia              | 187             | 82              | 7               | 2               |                 | 1               | 1               | 10              | 8               | 4               | 6               | 3               | 1               | 2               | 12              | 3               |                 | 7               |                 | 7               | 8               |                 |                 |                 |                 |                 |                 |                 |                 |                 |                 |                 |                 |                 |                 |                 |                 |                 |                 |                 |                 |                 |
| Uczestnicy konkursu  | Armenia              | 187             | 105             | 7               | 4               | 4               | 5               |                 | 2               | 10              | 8               | 7               | 5               | 5               | 5               | 8               | 3               | 8               | 5               |                 | 12              | 7               |                 |                 |                 |                 |                 |                 |                 |                 |                 |                 |                 |                 |                 |                 |                 |                 |                 |                 |                 |                 |                 |

### Drugi półfinał
- Drugi półfinał odbył się 12 maja 2022 o godzinie 21:00 (CEST).
- Podczas półfinału możliwość głosowania mieli mieszkańcy krajów rywalizujących w tym koncercie, a także państw-finalistów: Niemiec, Hiszpanii i Wielkiej Brytanii.
- Do finału zakwalifikowało się dziesięć krajów z największą liczbą punktów zdobytych w głosowaniu jurorów i telewidzów.

| Lp. | Kraj               | Wykonawca          | Utwór             | Język                 | Miejsce | Punkty |
| --- | ------------------ | ------------------ | ----------------- | --------------------- | ------- | ------ |
| 1   | Finlandia          | The Rasmus         | „Jezebel”         | angielski             | 7       | 162    |
| 2   | Izrael             | Micha’el Ben Dawid | „I.M”             | angielski             | 13      | 61     |
| 3   | Serbia             | Konstrakta         | „In corpore sano” | serbski, łacina       | 3       | 237    |
| 4   | Azerbejdżan        | Nadir Rüstamli     | „Fade to Black”   | angielski             | 10      | 96     |
| 5   | Gruzja             | Circus Mircus      | „Lock Me In”      | angielski             | 18      | 22     |
| 6   | Malta              | Emma Muscat        | „I Am What I Am”  | angielski             | 16      | 47     |
| 7   | San Marino         | Achille Lauro      | „Stripper”        | włoski, angielski     | 14      | 50     |
| 8   | Australia          | Sheldon Riley      | „Not the Same”    | angielski             | 2       | 243    |
| 9   | Cypr               | Andromache         | „Ela” (Έλα)       | grecki, angielski     | 12      | 63     |
| 10  | Irlandia           | Brooke             | „That’s Rich”     | angielski             | 15      | 47     |
| 11  | Macedonia Północna | Andrea             | „Circles”         | angielski             | 11      | 76     |
| 12  | Estonia            | Stefan             | „Hope”            | angielski             | 5       | 209    |
| 13  | Rumunia            | WRS                | „Llámame”         | angielski, hiszpański | 9       | 118    |
| 14  | Polska             | Ochman             | „River”           | angielski             | 6       | 198    |
| 15  | Czarnogóra         | Vladana            | „Breathe”         | angielski             | 17      | 33     |
| 16  | Belgia             | Jérémie Makiese    | „Miss You”        | angielski             | 8       | 151    |
| 17  | Szwecja            | Cornelia Jakobs    | „Hold Me Closer”  | angielski             | 1       | 396    |
| 18  | Czechy             | We Are Domi        | „Lights Off”      | angielski             | 4       | 227    |

Tabela punktacyjna drugiego półfinału
| Wyniki jurorów i telewidzów | Wyniki jurorów i telewidzów | Wyniki jurorów i telewidzów | Wyniki jurorów i telewidzów | Wyniki jurorów i telewidzów |
| Miejsce                     | Telewidzowie                | Punkty                      | Jurorzy                     | Punkty                      |
| --------------------------- | --------------------------- | --------------------------- | --------------------------- | --------------------------- |
| 1                           | Szwecja                     | 174                         | Szwecja                     | 222                         |
| 2                           | Serbia                      | 174                         | Australia                   | 169                         |
| 3                           | Czechy                      | 125                         | Estonia                     | 113                         |
| 4                           | Polska                      | 114                         | Belgia                      | 105                         |
| 5                           | Rumunia                     | 100                         | Czechy                      | 102                         |
| 6                           | Finlandia                   | 99                          | Azerbejdżan                 | 96                          |
| 7                           | Estonia                     | 96                          | Polska                      | 84                          |
| 8                           | Australia                   | 74                          | Serbia                      | 63                          |
| 9                           | Cypr                        | 54                          | Finlandia                   | 63                          |
| 10                          | Belgia                      | 46                          | Macedonia Północna          | 56                          |
| 11                          | Irlandia                    | 35                          | Izrael                      | 34                          |
| 12                          | San Marino                  | 29                          | Malta                       | 27                          |
| 13                          | Izrael                      | 27                          | San Marino                  | 21                          |
| 14                          | Czarnogóra                  | 22                          | Rumunia                     | 18                          |
| 15                          | Macedonia Północna          | 20                          | Gruzja                      | 13                          |
| 16                          | Malta                       | 20                          | Irlandia                    | 12                          |
| 17                          | Gruzja                      | 9                           | Czarnogóra                  | 11                          |
| 18                          | Azerbejdżan                 | 0                           | Cypr                        | 9                           |

| Jurorzy Telewidzowie | Jurorzy Telewidzowie | Kraje głosujące | Kraje głosujące | Kraje głosujące | Kraje głosujące | Kraje głosujące | Kraje głosujące | Kraje głosujące | Kraje głosujące | Kraje głosujące | Kraje głosujące | Kraje głosujące | Kraje głosujące | Kraje głosujące    | Kraje głosujące | Kraje głosujące | Kraje głosujące | Kraje głosujące | Kraje głosujące | Kraje głosujące | Kraje głosujące | Kraje głosujące | Kraje głosujące | Kraje głosujące | Kraje głosujące | Kraje głosujące | Kraje głosujące | Kraje głosujące | Kraje głosujące | Kraje głosujące | Kraje głosujące | Kraje głosujące | Kraje głosujące | Kraje głosujące | Kraje głosujące | Kraje głosujące | Kraje głosujące | Kraje głosujące | Kraje głosujące | Kraje głosujące | Kraje głosujące | Kraje głosujące | Kraje głosujące | Kraje głosujące | Kraje głosujące |
| Jurorzy Telewidzowie | Jurorzy Telewidzowie |                 |                 | Finlandia       | Izrael          | Serbia          | Azerbejdżan     | Gruzja          | Malta           | San Marino      | Australia       | Cypr            | Irlandia        | Macedonia Północna | Estonia         | Rumunia         | Polska          | Czarnogóra      | Belgia          | Szwecja         | Czechy          | Hiszpania       | Niemcy          | Wielka Brytania |                 |                 |                 |                 |                 |                 |                 |                 |                 |                 |                 |                 |                 |                 |                 |                 |                 |                 |                 |                 |                 |
| Uczestnicy konkursu  | Finlandia            | 162             | 63              |                 | 5               | 5               | 4               | 3               | 3               | 3               |                 | 2               |                 | 4                  | 8               | 4               | 4               | 4               | 5               | 4               | 2               | 2               | 1               |                 |                 |                 |                 |                 |                 |                 |                 |                 |                 |                 |                 |                 |                 |                 |                 |                 |                 |                 |                 |                 |                 |
| Uczestnicy konkursu  | Finlandia            | 162             | 99              |                 |                 | 1               | 5               | 6               | 6               | 3               | 2               | 2               | 1               | 8                  | 12              | 4               | 6               |                 | 4               | 12              | 10              | 6               | 7               | 4               |                 |                 |                 |                 |                 |                 |                 |                 |                 |                 |                 |                 |                 |                 |                 |                 |                 |                 |                 |                 |                 |
| Uczestnicy konkursu  | Izrael               | 61              | 34              |                 |                 |                 | 1               |                 | 2               |                 | 10              |                 | 3               |                    |                 | 1               | 1               |                 | 7               | 3               |                 | 3               | 2               | 1               |                 |                 |                 |                 |                 |                 |                 |                 |                 |                 |                 |                 |                 |                 |                 |                 |                 |                 |                 |                 |                 |
| Uczestnicy konkursu  | Izrael               | 61              | 27              |                 |                 |                 | 10              | 10              |                 | 2               |                 |                 |                 |                    |                 |                 |                 |                 |                 |                 | 3               |                 | 2               |                 |                 |                 |                 |                 |                 |                 |                 |                 |                 |                 |                 |                 |                 |                 |                 |                 |                 |                 |                 |                 |                 |
| Uczestnicy konkursu  | Serbia               | 237             | 63              | 8               | 1               |                 | 3               | 2               |                 | 2               | 4               | 5               | 7               | 12                 |                 |                 |                 | 7               | 2               |                 |                 | 5               |                 | 5               |                 |                 |                 |                 |                 |                 |                 |                 |                 |                 |                 |                 |                 |                 |                 |                 |                 |                 |                 |                 |                 |
| Uczestnicy konkursu  | Serbia               | 237             | 174             | 8               | 8               |                 |                 | 12              | 12              | 12              | 12              | 12              | 4               | 12                 | 4               | 10              | 7               | 12              | 6               | 10              | 12              | 5               | 10              | 6               |                 |                 |                 |                 |                 |                 |                 |                 |                 |                 |                 |                 |                 |                 |                 |                 |                 |                 |                 |                 |                 |
| Uczestnicy konkursu  | Azerbejdżan          | 96              | 96              | 7               |                 | 8               |                 | 4               | 4               | 4               | 3               | 6               |                 | 1                  | 6               | 3               | 3               | 5               | 3               | 5               | 4               | 12              | 10              | 8               |                 |                 |                 |                 |                 |                 |                 |                 |                 |                 |                 |                 |                 |                 |                 |                 |                 |                 |                 |                 |                 |
| Uczestnicy konkursu  | Azerbejdżan          | 96              | 0               |                 |                 |                 |                 |                 |                 |                 |                 |                 |                 |                    |                 |                 |                 |                 |                 |                 |                 |                 |                 |                 |                 |                 |                 |                 |                 |                 |                 |                 |                 |                 |                 |                 |                 |                 |                 |                 |                 |                 |                 |                 |                 |
| Uczestnicy konkursu  | Gruzja               | 22              | 13              |                 |                 |                 |                 |                 | 1               |                 | 1               |                 |                 |                    | 3               |                 |                 |                 |                 |                 | 5               |                 | 3               |                 |                 |                 |                 |                 |                 |                 |                 |                 |                 |                 |                 |                 |                 |                 |                 |                 |                 |                 |                 |                 |                 |
| Uczestnicy konkursu  | Gruzja               | 22              | 9               | 2               | 5               |                 |                 |                 |                 |                 | 1               |                 |                 |                    | 1               |                 |                 |                 |                 |                 |                 |                 |                 |                 |                 |                 |                 |                 |                 |                 |                 |                 |                 |                 |                 |                 |                 |                 |                 |                 |                 |                 |                 |                 |                 |
| Uczestnicy konkursu  | Malta                | 47              | 27              |                 | 2               |                 | 2               | 1               |                 | 1               |                 |                 | 6               | 6                  | 1               |                 |                 |                 |                 | 7               | 1               |                 |                 |                 |                 |                 |                 |                 |                 |                 |                 |                 |                 |                 |                 |                 |                 |                 |                 |                 |                 |                 |                 |                 |                 |
| Uczestnicy konkursu  | Malta                | 47              | 20              |                 |                 | 2               | 3               |                 |                 |                 |                 | 1               | 3               | 3                  | 3               |                 |                 | 1               | 2               | 2               |                 |                 |                 |                 |                 |                 |                 |                 |                 |                 |                 |                 |                 |                 |                 |                 |                 |                 |                 |                 |                 |                 |                 |                 |                 |
| Uczestnicy konkursu  | San Marino           | 50              | 21              | 5               |                 |                 |                 |                 |                 |                 |                 |                 |                 |                    |                 | 2               | 2               |                 | 12              |                 |                 |                 |                 |                 |                 |                 |                 |                 |                 |                 |                 |                 |                 |                 |                 |                 |                 |                 |                 |                 |                 |                 |                 |                 |                 |
| Uczestnicy konkursu  | San Marino           | 50              | 29              | 4               |                 |                 |                 |                 | 8               |                 | 5               |                 |                 |                    |                 | 2               | 3               |                 |                 |                 |                 | 3               |                 | 3               |                 |                 |                 |                 |                 |                 |                 |                 |                 |                 |                 |                 |                 |                 |                 |                 |                 |                 |                 |                 |                 |
| Uczestnicy konkursu  | Australia            | 243             | 169             | 10              | 10              | 2               | 10              | 10              | 10              | 10              |                 | 10              | 5               | 5                  | 10              | 10              | 10              | 10              | 8               | 12              | 8               | 10              | 6               | 3               |                 |                 |                 |                 |                 |                 |                 |                 |                 |                 |                 |                 |                 |                 |                 |                 |                 |                 |                 |                 |                 |
| Uczestnicy konkursu  | Australia            | 243             | 74              | 6               | 6               |                 | 7               | 2               | 7               | 7               |                 | 4               | 7               |                    | 5               | 3               | 2               | 3               | 3               | 4               | 5               |                 | 3               |                 |                 |                 |                 |                 |                 |                 |                 |                 |                 |                 |                 |                 |                 |                 |                 |                 |                 |                 |                 |                 |                 |
| Uczestnicy konkursu  | Cypr                 | 63              | 9               | 3               |                 |                 |                 |                 |                 |                 |                 |                 | 4               |                    |                 |                 |                 |                 |                 | 2               |                 |                 |                 |                 |                 |                 |                 |                 |                 |                 |                 |                 |                 |                 |                 |                 |                 |                 |                 |                 |                 |                 |                 |                 |                 |
| Uczestnicy konkursu  | Cypr                 | 63              | 54              |                 |                 | 10              | 12              | 1               | 1               | 4               |                 |                 |                 | 5                  |                 | 7               | 3               | 8               |                 | 1               |                 | 1               |                 | 1               |                 |                 |                 |                 |                 |                 |                 |                 |                 |                 |                 |                 |                 |                 |                 |                 |                 |                 |                 |                 |                 |
| Uczestnicy konkursu  | Irlandia             | 47              | 12              |                 |                 |                 |                 |                 |                 |                 | 6               | 1               |                 |                    | 4               |                 |                 |                 | 1               |                 |                 |                 |                 |                 |                 |                 |                 |                 |                 |                 |                 |                 |                 |                 |                 |                 |                 |                 |                 |                 |                 |                 |                 |                 |                 |
| Uczestnicy konkursu  | Irlandia             | 47              | 35              |                 | 3               |                 |                 |                 | 3               |                 | 8               |                 |                 |                    |                 |                 |                 |                 | 1               |                 | 1               | 7               |                 | 12              |                 |                 |                 |                 |                 |                 |                 |                 |                 |                 |                 |                 |                 |                 |                 |                 |                 |                 |                 |                 |                 |
| Uczestnicy konkursu  | Macedonia Północna   | 76              | 56              | 2               |                 | 1               |                 |                 | 5               |                 | 7               |                 | 1               |                    |                 | 5               | 5               | 1               |                 |                 | 10              |                 | 12              | 7               |                 |                 |                 |                 |                 |                 |                 |                 |                 |                 |                 |                 |                 |                 |                 |                 |                 |                 |                 |                 |                 |
| Uczestnicy konkursu  | Macedonia Północna   | 76              | 20              |                 |                 | 8               |                 |                 |                 |                 |                 |                 |                 |                    |                 |                 |                 | 10              |                 |                 | 2               |                 |                 |                 |                 |                 |                 |                 |                 |                 |                 |                 |                 |                 |                 |                 |                 |                 |                 |                 |                 |                 |                 |                 |                 |
| Uczestnicy konkursu  | Estonia              | 209             | 113             | 4               | 3               | 10              | 7               | 7               | 8               | 7               | 5               | 7               | 8               | 2                  |                 | 7               | 7               | 6               |                 | 10              | 7               |                 | 4               | 4               |                 |                 |                 |                 |                 |                 |                 |                 |                 |                 |                 |                 |                 |                 |                 |                 |                 |                 |                 |                 |                 |
| Uczestnicy konkursu  | Estonia              | 209             | 96              | 12              | 4               | 4               |                 | 7               |                 |                 | 3               | 3               | 6               | 1                  |                 | 8               | 10              | 7               | 7               | 8               | 8               | 2               | 4               | 2               |                 |                 |                 |                 |                 |                 |                 |                 |                 |                 |                 |                 |                 |                 |                 |                 |                 |                 |                 |                 |                 |
| Uczestnicy konkursu  | Rumunia              | 118             | 18              |                 | 4               |                 |                 |                 |                 |                 |                 |                 |                 |                    | 2               |                 |                 |                 |                 |                 |                 | 4               | 8               |                 |                 |                 |                 |                 |                 |                 |                 |                 |                 |                 |                 |                 |                 |                 |                 |                 |                 |                 |                 |                 |                 |
| Uczestnicy konkursu  | Rumunia              | 118             | 100             | 3               | 2               | 6               | 6               | 5               | 5               | 8               | 4               | 10              | 5               |                    | 2               |                 | 5               |                 | 8               | 3               | 4               | 12              | 5               | 7               |                 |                 |                 |                 |                 |                 |                 |                 |                 |                 |                 |                 |                 |                 |                 |                 |                 |                 |                 |                 |                 |
| Uczestnicy konkursu  | Polska               | 198             | 84              | 1               | 8               | 3               | 8               | 8               | 6               | 8               |                 | 8               |                 | 8                  |                 |                 |                 | 3               | 6               | 1               | 3               | 7               |                 | 6               |                 |                 |                 |                 |                 |                 |                 |                 |                 |                 |                 |                 |                 |                 |                 |                 |                 |                 |                 |                 |                 |
| Uczestnicy konkursu  | Polska               | 198             | 114             | 5               | 7               |                 | 1               | 3               | 4               | 5               | 6               | 8               | 12              | 2                  | 6               | 1               |                 | 2               | 12              | 7               | 7               | 4               | 12              | 10              |                 |                 |                 |                 |                 |                 |                 |                 |                 |                 |                 |                 |                 |                 |                 |                 |                 |                 |                 |                 |                 |
| Uczestnicy konkursu  | Czarnogóra           | 33              | 11              |                 |                 | 7               |                 |                 |                 |                 |                 |                 |                 | 3                  |                 |                 |                 |                 |                 |                 |                 | 1               |                 |                 |                 |                 |                 |                 |                 |                 |                 |                 |                 |                 |                 |                 |                 |                 |                 |                 |                 |                 |                 |                 |                 |
| Uczestnicy konkursu  | Czarnogóra           | 33              | 22              |                 |                 | 12              |                 |                 |                 |                 |                 |                 |                 | 10                 |                 |                 |                 |                 |                 |                 |                 |                 |                 |                 |                 |                 |                 |                 |                 |                 |                 |                 |                 |                 |                 |                 |                 |                 |                 |                 |                 |                 |                 |                 |                 |
| Uczestnicy konkursu  | Belgia               | 151             | 105             |                 | 7               | 6               | 5               | 5               |                 | 5               | 8               | 3               | 2               | 10                 | 5               | 6               | 6               | 8               |                 | 8               | 6               | 8               | 5               | 2               |                 |                 |                 |                 |                 |                 |                 |                 |                 |                 |                 |                 |                 |                 |                 |                 |                 |                 |                 |                 |                 |
| Uczestnicy konkursu  | Belgia               | 151             | 46              | 1               | 1               | 3               | 4               |                 |                 | 1               |                 | 6               | 2               | 4                  | 7               | 5               | 1               | 5               |                 | 5               |                 |                 | 1               |                 |                 |                 |                 |                 |                 |                 |                 |                 |                 |                 |                 |                 |                 |                 |                 |                 |                 |                 |                 |                 |                 |
| Uczestnicy konkursu  | Szwecja              | 396             | 222             | 12              | 12              | 12              | 12              | 12              | 12              | 12              | 12              | 12              | 12              | 7                  | 12              | 12              | 12              | 12              | 10              |                 | 12              | 6               | 7               | 12              |                 |                 |                 |                 |                 |                 |                 |                 |                 |                 |                 |                 |                 |                 |                 |                 |                 |                 |                 |                 |                 |
| Uczestnicy konkursu  | Szwecja              | 396             | 174             | 10              | 12              | 5               | 8               | 8               | 10              | 10              | 10              | 7               | 10              | 7                  | 10              | 12              | 12              | 6               | 10              |                 | 6               | 8               | 8               | 5               |                 |                 |                 |                 |                 |                 |                 |                 |                 |                 |                 |                 |                 |                 |                 |                 |                 |                 |                 |                 |                 |
| Uczestnicy konkursu  | Czechy               | 227             | 102             | 6               | 6               | 4               | 6               | 6               | 7               | 6               | 2               | 4               | 10              |                    | 7               | 8               | 8               | 2               | 4               | 6               |                 |                 |                 | 10              |                 |                 |                 |                 |                 |                 |                 |                 |                 |                 |                 |                 |                 |                 |                 |                 |                 |                 |                 |                 |                 |
| Uczestnicy konkursu  | Czechy               | 227             | 125             | 7               | 10              | 7               | 2               | 4               | 2               | 6               | 7               | 5               | 8               | 6                  | 8               | 6               | 8               | 4               | 5               | 6               |                 | 10              | 6               | 8               |                 |                 |                 |                 |                 |                 |                 |                 |                 |                 |                 |                 |                 |                 |                 |                 |                 |                 |                 |                 |                 |

### Finał
- Finał odbył się 14 maja 2022 o godzinie 21:00 (CEST).
- Podczas koncertu wystąpili przedstawiciele 25 krajów, w tym 20 uczestników półfinału oraz przedstawiciele krajów tzw. „Wielkiej Piątki” (tj. Francji, Hiszpanii, Niemiec, Wielkiej Brytanii i Włoch). Ponieważ gospodarz (Włochy), również należy do „Wielkiej Piątki”, która zapełnia automatyczną kwalifikację do finału, szóste miejsce, zarezerwowane dla gospodarza nie było wykorzystane[91].
- O wynikach zdecydowali jurorzy i telewidzowie ze wszystkich krajów rywalizujących w konkursie.
- Po zsumowaniu punktów ze wszystkich krajów państwo z najwyższą liczbą punktów zostało ogłoszone zwycięzcą 66. Konkursu Piosenki Eurowizji.

| Lp. | Kraj            | Wykonawca                       | Utwór                     | Język                  | Miejsce | Punkty |
| --- | --------------- | ------------------------------- | ------------------------- | ---------------------- | ------- | ------ |
| 1   | Czechy          | We Are Domi                     | „Lights Off”              | angielski              | 22      | 38     |
| 2   | Rumunia         | WRS                             | „Llámame”                 | angielski, hiszpański  | 18      | 65     |
| 3   | Portugalia      | Maro                            | „Saudade, saudade”        | portugalski, angielski | 9       | 207    |
| 4   | Finlandia       | The Rasmus                      | „Jezebel”                 | angielski              | 21      | 38     |
| 5   | Szwajcaria      | Marius Bear                     | „Boys Do Cry”             | angielski              | 17      | 78     |
| 6   | Francja         | Alvan i Ahez                    | „Fulenn”                  | bretoński              | 24      | 17     |
| 7   | Norwegia        | Subwoolfer                      | „Give That Wolf a Banana” | angielski              | 10      | 182    |
| 8   | Armenia         | Rosa Linn                       | „Snap”                    | angielski              | 20      | 61     |
| 9   | Włochy          | Mahmood i Blanco                | „Brividi”                 | włoski                 | 6       | 268    |
| 10  | Hiszpania       | Chanel                          | „SloMo”                   | hiszpański, angielski  | 3       | 459    |
| 11  | Holandia        | S10                             | „De diepte”               | niderlandzki           | 11      | 171    |
| 12  | Ukraina         | Kalush Orchestra                | „Stefania” (Стефанія)     | ukraiński              | 1       | 631    |
| 13  | Niemcy          | Malik Harris                    | „Rockstars”               | angielski              | 25      | 6      |
| 14  | Litwa           | Monika Liu                      | „Sentimentai”             | litewski               | 14      | 128    |
| 15  | Azerbejdżan     | Nadir Rüstamli                  | „Fade to Black”           | angielski              | 16      | 106    |
| 16  | Belgia          | Jérémie Makiese                 | „Miss You”                | angielski              | 19      | 64     |
| 17  | Grecja          | Amanda Georgiadi Tenfjord       | „Die Together”            | angielski              | 8       | 215    |
| 18  | Islandia        | Systur                          | „Með hækkandi sól”        | islandzki              | 23      | 20     |
| 19  | Mołdawia        | Zdob și Zdub i Advahov Brothers | „Trenulețul”              | rumuński, angielski    | 7       | 253    |
| 20  | Szwecja         | Cornelia Jakobs                 | „Hold Me Closer”          | angielski              | 4       | 438    |
| 21  | Australia       | Sheldon Riley                   | „Not the Same”            | angielski              | 15      | 125    |
| 22  | Wielka Brytania | Sam Ryder                       | „Space Man”               | angielski              | 2       | 466    |
| 23  | Polska          | Ochman                          | „River”                   | angielski              | 12      | 151    |
| 24  | Serbia          | Konstrakta                      | „In corpore sano”         | serbski, łaciński      | 5       | 312    |
| 25  | Estonia         | Stefan                          | „Hope”                    | angielski              | 13      | 141    |

Tabela punktacyjna finału
| Wyniki jurorów i telewidzów | Wyniki jurorów i telewidzów | Wyniki jurorów i telewidzów | Wyniki jurorów i telewidzów | Wyniki jurorów i telewidzów |
| Miejsce                     | Telewidzowie                | Punkty                      | Jurorzy                     | Punkty                      |
| --------------------------- | --------------------------- | --------------------------- | --------------------------- | --------------------------- |
| 1                           | Ukraina                     | 439                         | Wielka Brytania             | 283                         |
| 2                           | Mołdawia                    | 239                         | Szwecja                     | 258                         |
| 3                           | Hiszpania                   | 228                         | Hiszpania                   | 231                         |
| 4                           | Serbia                      | 225                         | Ukraina                     | 192                         |
| 5                           | Wielka Brytania             | 183                         | Portugalia                  | 171                         |
| 6                           | Szwecja                     | 180                         | Grecja                      | 158                         |
| 7                           | Norwegia                    | 146                         | Włochy                      | 158                         |
| 8                           | Włochy                      | 110                         | Holandia                    | 129                         |
| 9                           | Polska                      | 105                         | Australia                   | 123                         |
| 10                          | Estonia                     | 98                          | Azerbejdżan                 | 103                         |
| 11                          | Litwa                       | 93                          | Serbia                      | 87                          |
| 12                          | Grecja                      | 57                          | Szwajcaria                  | 78                          |
| 13                          | Rumunia                     | 53                          | Belgia                      | 59                          |
| 14                          | Holandia                    | 42                          | Polska                      | 46                          |
| 15                          | Portugalia                  | 36                          | Estonia                     | 43                          |
| 16                          | Finlandia                   | 26                          | Armenia                     | 40                          |
| 17                          | Armenia                     | 21                          | Norwegia                    | 36                          |
| 18                          | Islandia                    | 10                          | Litwa                       | 35                          |
| 19                          | Francja                     | 8                           | Czechy                      | 33                          |
| 20                          | Niemcy                      | 6                           | Mołdawia                    | 14                          |
| 21                          | Czechy                      | 5                           | Rumunia                     | 12                          |
| 22                          | Belgia                      | 5                           | Finlandia                   | 12                          |
| 23                          | Azerbejdżan                 | 3                           | Islandia                    | 10                          |
| 24                          | Australia                   | 2                           | Francja                     | 9                           |
| 25                          | Szwajcaria                  | 0                           | Niemcy                      | 0                           |

| Jurorzy Telewidzowie | Jurorzy Telewidzowie | Kraje głosujące | Kraje głosujące | Kraje głosujące | Kraje głosujące | Kraje głosujące | Kraje głosujące | Kraje głosujące | Kraje głosujące | Kraje głosujące | Kraje głosujące | Kraje głosujące | Kraje głosujące | Kraje głosujące | Kraje głosujące | Kraje głosujące | Kraje głosujące | Kraje głosujące | Kraje głosujące | Kraje głosujące | Kraje głosujące | Kraje głosujące | Kraje głosujące | Kraje głosujące | Kraje głosujące | Kraje głosujące | Kraje głosujące | Kraje głosujące | Kraje głosujące | Kraje głosujące | Kraje głosujące | Kraje głosujące | Kraje głosujące | Kraje głosujące | Kraje głosujące | Kraje głosujące | Kraje głosujące | Kraje głosujące | Kraje głosujące | Kraje głosujące | Kraje głosujące | Kraje głosujące | Kraje głosujące | Kraje głosujące | Kraje głosujące | Kraje głosujące |
| Jurorzy Telewidzowie | Jurorzy Telewidzowie |                 |                 | Czechy          | Rumunia         | Portugalia      | Finlandia       | Szwajcaria      | Francja         | Norwegia        | Armenia         | Włochy          | Hiszpania       | Holandia        | Ukraina         | Niemcy          | Litwa           | Azerbejdżan     | Belgia          | Grecja          | Islandia        | Mołdawia        | Szwecja         | Australia       | Wielka Brytania | Polska          | Serbia          | Estonia         | Albania         | Austria         | Bułgaria        | Chorwacja       | Cypr            | Czarnogóra      | Dania           | Gruzja          | Irlandia        | Izrael          | Łotwa           | Macedonia       | Malta           | San Marino      | Słowenia        |                 |                 |                 |
| Uczestnicy konkursu  | Czechy               | 38              | 33              |                 |                 |                 |                 |                 | 2               |                 |                 |                 |                 |                 | 1               |                 |                 |                 | 2               | 2               | 2               |                 | 5               | 4               |                 |                 | 3               |                 |                 |                 |                 |                 |                 |                 |                 |                 | 7               | 2               |                 |                 | 3               |                 |                 |                 |                 |                 |
| Uczestnicy konkursu  | Czechy               | 38              | 5               |                 |                 |                 |                 |                 |                 |                 |                 |                 |                 |                 |                 |                 |                 |                 |                 |                 |                 |                 |                 |                 |                 |                 |                 |                 |                 |                 |                 |                 |                 |                 |                 |                 |                 |                 |                 | 5               |                 |                 |                 |                 |                 |                 |
| Uczestnicy konkursu  | Rumunia              | 65              | 12              |                 |                 |                 |                 |                 |                 |                 |                 |                 | 4               |                 |                 | 1               |                 |                 |                 | 7               |                 |                 |                 |                 |                 |                 |                 |                 |                 |                 |                 |                 |                 |                 |                 |                 |                 |                 |                 |                 |                 |                 |                 |                 |                 |                 |
| Uczestnicy konkursu  | Rumunia              | 65              | 53              |                 |                 |                 |                 |                 | 1               |                 |                 | 8               | 10              |                 |                 |                 |                 |                 |                 | 2               |                 | 10              |                 |                 | 3               |                 | 5               |                 |                 |                 | 4               |                 | 4               |                 |                 |                 | 2               |                 |                 |                 | 3               | 1               |                 |                 |                 |                 |
| Uczestnicy konkursu  | Portugalia           | 207             | 171             | 5               | 7               |                 |                 | 5               | 1               | 10              | 8               |                 |                 | 8               | 10              |                 | 8               | 7               | 5               | 3               | 5               | 2               |                 | 6               | 3               | 7               | 7               | 7               | 1               | 10              | 4               | 10              |                 | 4               | 8               | 7               | 4               |                 | 6               |                 |                 |                 | 3               |                 |                 |                 |
| Uczestnicy konkursu  | Portugalia           | 207             | 36              |                 |                 |                 |                 | 7               | 6               |                 | 4               | 1               | 4               |                 |                 |                 | 7               |                 | 1               |                 |                 |                 |                 |                 |                 | 1               |                 |                 |                 |                 |                 |                 |                 | 5               |                 |                 |                 |                 |                 |                 |                 |                 |                 |                 |                 |                 |
| Uczestnicy konkursu  | Finlandia            | 38              | 12              |                 |                 |                 |                 |                 |                 |                 |                 | 1               |                 |                 |                 |                 |                 |                 |                 |                 |                 |                 |                 |                 |                 |                 | 6               | 5               |                 |                 |                 |                 |                 |                 |                 |                 |                 |                 |                 |                 |                 |                 |                 |                 |                 |                 |
| Uczestnicy konkursu  | Finlandia            | 38              | 26              | 1               |                 |                 |                 |                 |                 |                 |                 |                 |                 |                 | 4               |                 |                 |                 |                 |                 |                 |                 | 7               |                 |                 |                 |                 | 8               | 2               |                 |                 |                 |                 |                 |                 | 2               |                 |                 | 1               |                 | 1               |                 |                 |                 |                 |                 |
| Uczestnicy konkursu  | Szwajcaria           | 78              | 78              | 6               | 5               | 2               |                 |                 |                 | 1               |                 | 3               | 1               | 10              | 6               | 2               | 7               |                 |                 |                 |                 | 7               |                 |                 | 2               | 5               |                 |                 |                 | 1               | 7               | 1               |                 |                 | 2               |                 |                 |                 | 3               | 1               |                 | 1               | 5               |                 |                 |                 |
| Uczestnicy konkursu  | Szwajcaria           | 78              | 0               |                 |                 |                 |                 |                 |                 |                 |                 |                 |                 |                 |                 |                 |                 |                 |                 |                 |                 |                 |                 |                 |                 |                 |                 |                 |                 |                 |                 |                 |                 |                 |                 |                 |                 |                 |                 |                 |                 |                 |                 |                 |                 |                 |
| Uczestnicy konkursu  | Francja              | 17              | 9               |                 |                 |                 |                 |                 |                 |                 | 7               |                 |                 |                 |                 |                 |                 | 1               |                 |                 |                 |                 |                 |                 |                 |                 |                 |                 |                 |                 |                 |                 |                 |                 |                 | 1               |                 |                 |                 |                 |                 |                 |                 |                 |                 |                 |
| Uczestnicy konkursu  | Francja              | 17              | 8               |                 | 1               |                 | 1               |                 |                 |                 |                 |                 |                 |                 |                 |                 |                 |                 |                 | 1               |                 | 2               |                 |                 |                 |                 | 2               |                 |                 |                 |                 | 1               |                 |                 |                 |                 |                 |                 |                 |                 |                 |                 |                 |                 |                 |                 |
| Uczestnicy konkursu  | Norwegia             | 182             | 36              | 2               |                 |                 | 4               | 1               |                 |                 |                 |                 |                 | 3               |                 | 3               |                 |                 |                 |                 | 8               |                 | 3               |                 |                 |                 |                 |                 |                 | 5               | 2               |                 |                 |                 |                 |                 |                 |                 | 5               |                 |                 |                 |                 |                 |                 |                 |
| Uczestnicy konkursu  | Norwegia             | 182             | 146             | 3               | 2               | 2               | 6               |                 |                 |                 |                 | 4               | 3               | 5               | 2               | 1               | 2               | 7               |                 | 6               | 10              | 6               | 10              | 10              | 6               | 4               | 8               | 4               |                 | 5               | 1               | 5               |                 | 2               | 8               |                 | 4               | 4               | 5               | 2               | 4               | 2               | 3               |                 |                 |                 |
| Uczestnicy konkursu  | Armenia              | 61              | 40              |                 |                 | 1               | 1               |                 | 7               | 4               |                 | 8               |                 |                 | 2               |                 |                 |                 |                 |                 |                 |                 | 2               |                 |                 |                 |                 |                 | 4               | 6               | 5               |                 |                 |                 |                 |                 |                 |                 |                 |                 |                 |                 |                 |                 |                 |                 |
| Uczestnicy konkursu  | Armenia              | 61              | 21              |                 |                 |                 |                 |                 | 5               |                 |                 |                 |                 |                 |                 |                 |                 |                 |                 |                 |                 |                 |                 |                 |                 |                 |                 |                 |                 |                 | 5               |                 | 1               |                 |                 | 10              |                 |                 |                 |                 |                 |                 |                 |                 |                 |                 |
| Uczestnicy konkursu  | Włochy               | 268             | 158             |                 | 4               |                 | 2               | 2               |                 |                 | 10              |                 | 10              |                 |                 |                 | 4               | 10              | 8               | 1               | 6               |                 |                 | 3               |                 | 4               |                 | 10              | 12              | 3               | 1               | 4               | 1               | 10              |                 | 10              | 6               | 8               |                 | 7               | 7               | 3               | 12              |                 |                 |                 |
| Uczestnicy konkursu  | Włochy               | 268             | 110             |                 | 4               | 3               |                 | 8               | 3               |                 |                 |                 | 5               |                 |                 | 3               | 3               | 5               | 4               | 7               |                 |                 |                 | 1               |                 |                 | 4               |                 | 8               | 3               | 2               | 6               | 5               | 6               |                 |                 |                 | 3               |                 | 6               | 10              | 5               | 6               |                 |                 |                 |
| Uczestnicy konkursu  | Hiszpania            | 459             | 231             | 7               | 1               | 12              |                 | 8               | 5               | 7               | 12              |                 |                 | 5               |                 | 8               | 5               | 5               | 10              | 5               | 3               | 3               | 12              | 12              | 10              | 1               | 4               |                 | 5               | 2               | 8               | 6               | 6               | 8               | 4               | 5               | 12              | 3               |                 | 12              | 12              | 12              | 1               |                 |                 |                 |
| Uczestnicy konkursu  | Hiszpania            | 459             | 228             | 6               | 8               | 10              | 3               | 6               | 7               | 1               | 8               |                 |                 | 7               | 1               | 2               | 6               | 10              | 6               | 12              | 3               | 8               | 2               | 6               | 5               | 6               | 10              | 1               | 7               | 1               | 8               | 7               | 8               | 8               | 1               | 6               | 5               | 8               | 4               | 10              | 7               | 10              | 4               |                 |                 |                 |
| Uczestnicy konkursu  | Holandia             | 171             | 129             |                 | 3               | 7               | 5               | 10              | 4               | 5               | 4               | 12              |                 |                 | 8               | 4               | 6               | 4               |                 | 4               | 4               |                 |                 |                 |                 | 3               |                 | 1               | 6               | 8               |                 | 2               |                 | 3               | 10              | 4               |                 | 1               | 4               |                 |                 |                 | 7               |                 |                 |                 |
| Uczestnicy konkursu  | Holandia             | 171             | 42              |                 |                 | 4               |                 |                 |                 |                 |                 | 2               |                 |                 | 3               | 4               | 1               |                 | 10              |                 | 5               |                 | 1               |                 |                 |                 |                 | 3               | 6               |                 |                 |                 |                 |                 |                 |                 |                 | 2               |                 |                 |                 |                 | 1               |                 |                 |                 |
| Uczestnicy konkursu  | Ukraina              | 631             | 192             | 4               | 12              | 8               |                 | 3               | 10              | 3               | 6               |                 |                 |                 |                 | 10              | 12              | 6               | 6               |                 | 10              | 12              |                 | 7               |                 | 12              |                 |                 | 7               |                 |                 | 8               | 7               | 6               | 5               | 6               | 3               | 7               | 12              |                 |                 | 2               | 8               |                 |                 |                 |
| Uczestnicy konkursu  | Ukraina              | 631             | 439             | 12              | 10              | 12              | 12              | 10              | 12              | 12              | 10              | 12              | 12              | 12              |                 | 12              | 12              | 12              | 12              | 10              | 12              | 12              | 12              | 12              | 12              | 12              | 7               | 12              | 10              | 12              | 12              | 10              | 12              | 10              | 12              | 12              | 12              | 12              | 12              | 8               | 8               | 12              | 10              |                 |                 |                 |
| Uczestnicy konkursu  | Niemcy               | 6               | 0               |                 |                 |                 |                 |                 |                 |                 |                 |                 |                 |                 |                 |                 |                 |                 |                 |                 |                 |                 |                 |                 |                 |                 |                 |                 |                 |                 |                 |                 |                 |                 |                 |                 |                 |                 |                 |                 |                 |                 |                 |                 |                 |                 |
| Uczestnicy konkursu  | Niemcy               | 6               | 6               |                 |                 |                 |                 | 2               |                 |                 |                 |                 |                 |                 |                 |                 |                 |                 |                 |                 |                 |                 |                 |                 |                 |                 |                 | 2               |                 | 2               |                 |                 |                 |                 |                 |                 |                 |                 |                 |                 |                 |                 |                 |                 |                 |                 |
| Jurorzy Telewidzowie | Jurorzy Telewidzowie | Kraje głosujące | Kraje głosujące | Kraje głosujące | Kraje głosujące | Kraje głosujące | Kraje głosujące | Kraje głosujące | Kraje głosujące | Kraje głosujące | Kraje głosujące | Kraje głosujące | Kraje głosujące | Kraje głosujące | Kraje głosujące | Kraje głosujące | Kraje głosujące | Kraje głosujące | Kraje głosujące | Kraje głosujące | Kraje głosujące | Kraje głosujące | Kraje głosujące | Kraje głosujące | Kraje głosujące | Kraje głosujące | Kraje głosujące | Kraje głosujące | Kraje głosujące | Kraje głosujące | Kraje głosujące | Kraje głosujące | Kraje głosujące | Kraje głosujące | Kraje głosujące | Kraje głosujące | Kraje głosujące | Kraje głosujące | Kraje głosujące | Kraje głosujące | Kraje głosujące | Kraje głosujące | Kraje głosujące | Kraje głosujące | Kraje głosujące | Kraje głosujące |
| Jurorzy Telewidzowie | Jurorzy Telewidzowie |                 |                 | Czechy          | Rumunia         | Portugalia      | Finlandia       | Szwajcaria      | Francja         | Norwegia        | Armenia         | Włochy          | Hiszpania       | Holandia        | Ukraina         | Niemcy          | Litwa           | Azerbejdżan     | Belgia          | Grecja          | Islandia        | Mołdawia        | Szwecja         | Australia       | Wielka Brytania | Polska          | Serbia          | Estonia         | Albania         | Austria         | Bułgaria        | Chorwacja       | Cypr            | Czarnogóra      | Dania           | Gruzja          | Irlandia        | Izrael          | Łotwa           | Macedonia       | Malta           | San Marino      | Słowenia        |                 |                 |                 |
| Uczestnicy konkursu  | Litwa                | 128             | 35              |                 |                 | 5               |                 |                 |                 | 2               |                 |                 |                 |                 |                 |                 |                 |                 |                 |                 | 1               |                 |                 |                 |                 |                 | 2               | 2               |                 |                 |                 | 7               |                 | 2               | 3               |                 |                 |                 | 1               |                 |                 |                 | 10              |                 |                 |                 |
| Uczestnicy konkursu  | Litwa                | 128             | 93              |                 |                 | 1               | 2               |                 |                 | 10              | 2               |                 |                 |                 | 10              |                 |                 |                 |                 |                 | 2               | 4               | 3               | 2               | 7               | 2               | 3               | 7               |                 |                 |                 | 3               | 2               |                 | 7               | 5               | 8               |                 | 10              | 1               |                 |                 | 2               |                 |                 |                 |
| Uczestnicy konkursu  | Azerbejdżan          | 106             | 103             |                 |                 |                 | 3               |                 |                 |                 |                 |                 | 12              |                 | 5               | 6               |                 |                 | 3               | 12              |                 | 1               | 7               | 2               | 7               |                 | 12              | 3               | 3               |                 | 3               |                 | 10              | 1               |                 |                 |                 |                 |                 | 4               | 2               | 7               |                 |                 |                 |                 |
| Uczestnicy konkursu  | Azerbejdżan          | 106             | 3               |                 |                 |                 |                 |                 |                 |                 |                 |                 |                 |                 |                 |                 |                 |                 |                 |                 |                 |                 |                 |                 |                 |                 |                 |                 |                 |                 |                 |                 |                 |                 |                 | 3               |                 |                 |                 |                 |                 |                 |                 |                 |                 |                 |
| Uczestnicy konkursu  | Belgia               | 64              | 59              |                 |                 |                 |                 |                 | 6               |                 |                 | 7               | 5               | 6               |                 |                 |                 |                 |                 |                 |                 | 4               | 1               | 5               |                 |                 | 8               |                 | 2               |                 | 6               |                 | 2               |                 |                 |                 |                 | 4               |                 | 3               |                 |                 |                 |                 |                 |                 |
| Uczestnicy konkursu  | Belgia               | 64              | 5               |                 |                 |                 |                 |                 |                 |                 |                 |                 |                 | 4               |                 |                 |                 |                 |                 |                 |                 | 1               |                 |                 |                 |                 |                 |                 |                 |                 |                 |                 |                 |                 |                 |                 |                 |                 |                 |                 |                 |                 |                 |                 |                 |                 |
| Uczestnicy konkursu  | Grecja               | 215             | 158             | 3               | 2               | 4               | 6               | 12              | 3               | 12              | 2               | 10              | 2               | 12              | 7               |                 |                 | 3               |                 |                 |                 |                 |                 |                 | 4               | 2               |                 | 6               |                 | 4               | 12              | 3               | 12              |                 | 12              | 3               |                 |                 | 7               |                 | 1               | 10              | 4               |                 |                 |                 |
| Uczestnicy konkursu  | Grecja               | 215             | 57              |                 |                 |                 |                 |                 |                 | 7               | 3               |                 |                 |                 |                 |                 |                 | 3               |                 |                 |                 |                 |                 |                 |                 |                 |                 |                 | 12              |                 | 6               |                 | 10              |                 |                 | 1               |                 |                 |                 |                 |                 | 7               | 8               |                 |                 |                 |
| Uczestnicy konkursu  | Islandia             | 20              | 10              |                 |                 | 6               |                 |                 |                 |                 |                 |                 |                 |                 |                 |                 | 2               |                 |                 |                 |                 |                 |                 |                 |                 |                 |                 |                 |                 |                 |                 |                 |                 |                 | 1               |                 | 1               |                 |                 |                 |                 |                 |                 |                 |                 |                 |
| Uczestnicy konkursu  | Islandia             | 20              | 10              |                 |                 |                 |                 |                 |                 |                 |                 |                 |                 |                 | 8               |                 |                 |                 |                 |                 |                 |                 |                 |                 |                 |                 |                 |                 |                 |                 |                 |                 |                 |                 | 2               |                 |                 |                 |                 |                 |                 |                 |                 |                 |                 |                 |
| Uczestnicy konkursu  | Mołdawia             | 253             | 14              |                 |                 |                 |                 |                 |                 |                 | 1               | 5               |                 | 2               |                 |                 |                 |                 |                 | 6               |                 |                 |                 |                 |                 |                 |                 |                 |                 |                 |                 |                 |                 |                 |                 |                 |                 |                 |                 |                 |                 |                 |                 |                 |                 |                 |
| Uczestnicy konkursu  | Mołdawia             | 253             | 239             | 8               | 12              | 8               | 5               | 4               | 10              | 4               | 5               | 10              | 7               | 10              | 6               | 10              | 5               |                 | 8               | 3               | 6               |                 |                 | 4               | 8               | 7               | 12              | 6               | 1               | 7               | 7               | 8               |                 | 7               | 5               | 8               | 7               | 6               | 7               | 7               |                 | 4               | 7               |                 |                 |                 |
| Uczestnicy konkursu  | Szwecja              | 438             | 258             | 10              | 10              |                 | 12              | 7               |                 | 8               | 5               |                 | 7               | 1               | 4               | 7               | 3               | 8               | 7               |                 | 12              | 8               |                 | 10              | 12              | 10              | 5               | 12              | 8               | 7               |                 | 5               | 5               | 7               | 7               | 8               | 10              | 12              | 10              | 6               | 10              | 5               |                 |                 |                 |                 |
| Uczestnicy konkursu  | Szwecja              | 438             | 180             | 5               | 6               | 7               | 8               | 3               |                 | 8               | 7               | 5               | 6               | 2               |                 | 5               | 10              | 4               | 5               | 4               | 8               | 5               |                 | 5               | 4               | 10              | 1               | 10              |                 | 6               |                 | 4               |                 | 1               | 10              |                 | 3               | 5               | 6               | 4               | 5               | 3               | 5               |                 |                 |                 |
| Uczestnicy konkursu  | Australia            | 125             | 123             | 1               | 6               |                 | 8               | 4               |                 |                 |                 | 2               | 8               | 7               | 3               | 5               |                 |                 | 1               | 8               |                 | 6               | 10              |                 | 6               | 6               |                 | 8               |                 |                 |                 |                 | 8               |                 |                 |                 | 2               | 5               | 2               | 5               | 6               | 6               |                 |                 |                 |                 |
| Uczestnicy konkursu  | Australia            | 125             | 2               |                 |                 |                 |                 |                 |                 |                 |                 |                 |                 |                 |                 |                 |                 | 2               |                 |                 |                 |                 |                 |                 |                 |                 |                 |                 |                 |                 |                 |                 |                 |                 |                 |                 |                 |                 |                 |                 |                 |                 |                 |                 |                 |                 |
| Uczestnicy konkursu  | Wielka Brytania      | 466             | 283             | 12              | 8               | 10              | 10              | 6               | 12              | 6               |                 | 6               | 3               | 4               | 12              | 12              | 10              | 12              | 12              |                 | 7               | 10              | 8               |                 |                 | 8               | 1               | 4               | 10              | 12              | 10              |                 | 3               | 5               | 6               | 12              | 8               | 10              | 8               | 8               | 8               | 8               | 2               |                 |                 |                 |
| Uczestnicy konkursu  | Wielka Brytania      | 466             | 183             | 2               | 3               | 6               | 4               | 5               | 2               | 6               | 1               | 6               | 8               | 8               | 7               | 6               | 4               | 8               | 3               | 5               | 7               | 3               | 6               | 7               |                 | 3               |                 | 5               | 4               | 8               | 3               |                 | 6               |                 | 6               | 4               | 6               | 10              | 3               |                 | 12              | 6               |                 |                 |                 |                 |
| Uczestnicy konkursu  | Polska               | 151             | 46              |                 |                 |                 |                 |                 | 8               |                 |                 |                 |                 |                 |                 |                 |                 | 2               |                 | 10              |                 |                 |                 |                 | 8               |                 |                 |                 |                 |                 |                 |                 |                 |                 |                 | 2               |                 | 6               |                 | 2               | 4               | 4               |                 |                 |                 |                 |
| Uczestnicy konkursu  | Polska               | 151             | 105             | 7               |                 |                 |                 | 1               | 4               | 5               |                 | 3               | 1               | 6               | 12              | 8               |                 | 1               | 7               |                 | 4               |                 | 5               | 3               | 10              |                 |                 |                 |                 | 4               |                 |                 | 3               | 4               | 4               |                 | 10              | 1               |                 |                 | 2               |                 |                 |                 |                 |                 |
| Uczestnicy konkursu  | Serbia               | 312             | 87              |                 |                 | 3               | 7               |                 |                 |                 |                 | 4               | 6               |                 |                 |                 | 1               |                 | 4               |                 |                 |                 | 4               | 8               | 1               |                 |                 |                 |                 |                 |                 | 12              | 4               | 12              |                 |                 | 5               |                 |                 | 10              |                 |                 | 6               |                 |                 |                 |
| Uczestnicy konkursu  | Serbia               | 312             | 225             | 10              | 7               | 5               | 7               | 12              | 8               | 3               | 6               | 7               | 2               | 3               |                 | 7               |                 | 6               | 2               | 8               | 1               |                 | 8               | 8               | 1               | 5               |                 |                 | 3               | 10              | 10              | 12              | 7               | 12              |                 | 7               | 1               | 7               | 2               | 12              | 6               | 8               | 12              |                 |                 |                 |
| Uczestnicy konkursu  | Estonia              | 141             | 43              | 8               |                 |                 |                 |                 |                 |                 | 3               |                 |                 |                 |                 |                 |                 |                 |                 |                 |                 | 5               | 6               | 1               | 5               |                 | 10              |                 |                 |                 |                 |                 |                 |                 |                 |                 |                 |                 |                 |                 | 5               |                 |                 |                 |                 |                 |
| Uczestnicy konkursu  | Estonia              | 141             | 98              | 4               | 5               |                 | 10              |                 |                 | 2               | 12              |                 |                 | 1               | 5               |                 | 8               |                 |                 |                 |                 | 7               | 4               |                 | 2               | 8               | 6               |                 | 5               |                 |                 | 2               |                 | 3               | 3               |                 |                 |                 | 8               | 3               |                 |                 |                 |                 |                 |                 |

## Pozostałe nagrody

### Nagrody im. Marcela Bezençona
W 2022 po raz kolejny przyznane zostały tzw. Nagrody im. Marcela Bezençona, czyli wyróżnienia przyznawane od 2002 dla najlepszych piosenek biorących udział w koncercie finałowym, sygnowane nazwiskiem twórcy konkursu – Marcela Bezençona. Pomysłodawcami statuetek byli szwedzcy piosenkarze Christer Björkman i Richard Herrey z zespołu Herreys.
Nagrody podzielone są na trzy kategorie:
- Nagroda Dziennikarzy (zwycięzcę wybierają akredytowani dziennikarze),
- Nagroda Artystyczna (zwycięzcę wybierają komentatorzy konkursu),
- Nagroda Kompozytorska (zwycięzcę wybierają kompozytorzy biorący udział w konkursie).

| Kategoria            | Kraj            | Wykonawca       | Piosenka          | Autor(zy)                                      |
| -------------------- | --------------- | --------------- | ----------------- | ---------------------------------------------- |
| Nagroda Dziennikarzy | Wielka Brytania | Sam Ryder       | „Space Man”       | Sam Ryder, Amy Wadge, Max Wolfgang             |
| Nagroda Artystyczna  | Serbia          | Konstrakta      | „In corpore sano” | Ana Đurić, Milovan Bošković                    |
| Nagroda Kompozytorów | Szwecja         | Cornelia Jakobs | „Hold Me Closer”  | Cornelia Jakobsdotter, David Zandén, Isa Molin |

### Faworyt OGAE
Od 2007 corocznie, przed każdym konkursem, większość oddziałów Stowarzyszenia Miłośników Konkursu Piosenki Eurowizji (OGAE), zrzeszającej 44 krajowych fanklubów Konkursu Piosenki Eurowizji, przeprowadza głosowanie, w którym głosuje na wszystkie piosenki zgłoszone do danej edycji (z wyłączeniem propozycji krajowej), przy użyciu tak zwanego systemu eurowizyjnego (to znaczy 1–8, 10 i 12 punktów dla dziesięciu ulubionych utworów).
| Kraj            | Wykonawca        | Utwór            | Punkty OGAE |
| --------------- | ---------------- | ---------------- | ----------- |
| Szwecja         | Cornelia Jakobs  | „Hold Me Closer” | 393         |
| Włochy          | Mahmood i Blanco | „Brividi”        | 387         |
| Hiszpania       | Chanel           | „SloMo”          | 294         |
| Holandia        | S10              | „De diepte”      | 218         |
| Wielka Brytania | Sam Ryder        | „Space Man”      | 204         |

## Pozostałe kraje
Możliwość wzięcia udziału w Konkursie Piosenki Eurowizji wymaga narodowego nadawcy z aktywnym członkostwem w EBU, który będzie mógł nadawać konkurs za pośrednictwem sieci Eurowizji. EBU ogłosi zaproszenie do udziału w konkursie do wszystkich pięćdziesięciu sześciu aktywnych członków.

### Aktywni członkowie EBU
- Andora – w listopadzie 2019 partia rządząca Demokraci na rzecz Andory oznajmiła, że kraj może powrócić do udziału w konkursie tylko jeśli najpierw będzie mógł wstępnie ocenić koszty uczestnictwa[99]. 20 maja 2020 roku piosenkarka Susanne Georgi, która reprezentowała kraj w konkursie w 2009 ogłosiła, że posiada sponsora, który mógłby pomóc w powrocie kraju na konkurs[100]. 2 czerwca nadawca publiczny Ràdio i Televisió d’Andorra (RTVA) potwierdził, iż kraj nie powróci w 2021 roku[101]. Mimo tego wyrażono wówczas możliwą zgodę na powrót w 2022 roku, jeżeli pandemia wirusa SARS-CoV-2 się zakończy[102]. Na pytanie czy powrót do udziału w konkursie jest planowany Ministerstwo Kultury Andory odrzekło, że nic im na ten temat nie wiadomo i nie posiadają żadnych informacji w tej kwestii[103]. 23 maja 2021 dyrektor generalny RTVA Xavier Mujal poinformował, że powrót na dzień dzisiejszy jest niemożliwy i kraj nie weźmie udziału w 2022[104].
- Bośnia i Hercegowina – 24 czerwca 2021 nadawca Bosanskohercegovačka radiotelevizija (BHRT) poinformował, że jest mało prawdopodobne, aby powrócił do Konkursu Piosenki Eurowizji, jeśli nie uda się ustalić sposobu finansowania. 12 października 2021 nadawca potwierdził, że nie powróci do udziału w konkursie w 2022[105]. Bośnia i Hercegowina nie bierze udziału w konkursie od 2016 roku z powodu zadłużenia wobec EBU i braku środków na sfinansowanie udziału[106].
- Turcja – 19 czerwca 2021 İbrahim Eren, dyrektor generalny Türkiye Radyo Televizyon Kurumu (TRT), stwierdził, że rozpoczęły się dyskusje między EBU a nadawcą dotyczące Konkursu Piosenki Eurowizji[107][108]. 24 czerwca 2021 potwierdził te doniesienia także dział prasowy EBU za pośrednictwem oficjalnej strony konkursu[109]. 18 lipca 2021 chęć powrotu Turcji do konkursu wyraził lider Republikańskiej Partii Ludowej Turcji, Kemal Kılıçdaroğlu[110]. 20 października 2021 kraj pomimo spekulacji nie znalazł się na liście państw uczestniczących opublikowanej przez EBU[111].

Poniższe kraje potwierdziły, że nie planują powrócić do udziału w konkursie w 2022 bez podania przyczyny:

- Luksemburg – RTL Télé Lëtzebuerg[112]
- Monako – TMC[113]
- Słowacja – RTVS[114]
- Węgry – MTVA[115]

### Członkowie spoza EBU
- Białoruś – 28 maja 2021 podczas specjalnie zwołanego spotkania Europejska Unia Nadawców zdecydowała się na zawieszenie członkostwa białoruskiego nadawcy Biełteleradyjokampanija (BTRC), przez co formalnie białoruski nadawca nie może m.in. uczestniczyć w konkursach EBU[116]. Od 28 maja zarząd stacji miał dwa tygodnie na ustosunkowanie się do decyzji[117], jednak tego nie zrobił. 1 lipca stacja oficjalnie została wykluczona z organizacji[118][119]. W ten sam dzień w sieci pojawiło się oficjalne oświadczenie BTRC, w którym to podkreślono, że wykluczenie z Unii jest dla stacji satysfakcją, od lat byli oni świadomi tego co się wydarzy, zarzucili EBU brak własnego zdania, a zakończyli je zdaniem „Nigdy więcej Eurowizji”[120][121].
- Liechtenstein – 20 sierpnia 2021 krajowy nadawca 1FLTV wykluczył debiut w konkursie z powodu kosztów uczestnictwa[122]. Nadawca musiałby otrzymać wsparcie ze strony rządu, lecz przedtem musiałby zostać członkiem Europejskiej Unii Nadawców.
- Rosja – mimo początkowego potwierdzenia udziału, kraj został wykluczony 25 lutego 2022 w świetle rosyjskiej inwazji na Ukrainę. EBU skomentowała sprawę w następujący sposób: „w świetle bezprecedensowego kryzysu na Ukrainie, uwzględnienie w tegorocznym konkursie rosyjskiego reprezentanta zhańbiłoby konkurencję. [...] Pozostajemy oddani ochronie wartości konkursu, który promuje międzynarodową wymianę kulturalną, jednoczy publiczność, celebruje różnorodność poprzez muzykę i jednoczy Europę na jednej scenie[123][66].” Dzień później poinformowano o wyjściu z EBU wszystkich trzech stacji pochodzących z Rosji (Pierwyj kanał, RTR i Radio Dom Ostankino), co uniemożliwiło udział kraju w przyszłych konkursach, dopóki stacje dołączą do EBU ponownie[67].

## Oglądalność
W czwartek, 12 maja podczas drugiego półfinału 4 mln widzów (MOR) w momencie największej oglądalności zgromadził w TVP1 i TVP Polonia występ Krystiana Ochmana dając TVP udziały na poziomie 11,9%, dzięki czemu stacja stała się liderem dnia. Według TVP Info, „występ Ochmana, który będzie zapamiętany na długo obejrzało 5,42 mln widzów”. Finał 66. Konkursu Piosenki Eurowizji obejrzało w TVP1 i TVP Polonia 3,77 mln widzów, o 2,29 mln osób więcej niż zeszłoroczny finał – oglądalność finału wyniosła w TVP1 3,41 mln widzów przy udziale w rynku telewizyjnym na poziomie 36,35% w grupie 4+, 31,98, w grupie 16-49, i 33,04% w grupie 16-59 (z danych NAM). Pierwszy półfinał, który odbył się 10 maja, w TVP1 i TVP Polonia oglądało 1,11 mln widzów. Konkurs w 2022 roku odnotował w Polsce najwyższą oglądalność od 2016.

### W pozostałych krajach
Telewizja hiszpańska zanotowała najwyższy wynik od 2008 roku, osiągając prawie 7 milionów widzów, co dało ponad 50% udziału w rynku. W Wielkiej Brytanii konkurs oglądało 8 milionów widzów, co dało 55% udziałów w rynku. W Holandii średni wynik to 3,09 miliona (w piku 6,85 mln), we Włoszech ponad 6,5 miliona (41,9% udziału), w Portugalii ponad 1,2 miliona (ponad 41% udziału), a w Rumunii 369 tys. (8,4% udziału). W Niemczech konkurs oglądało średnio ponad 6,5 miliona widzów, o 6% więcej niż w 2021. We Francji zanotowano niewiele ponad 2 miliony widzów (23,4% udziału) – aż 3 miliony mniej niż w roku poprzednim. W Austrii odnotowano najniższe wyniki oglądalności od 2013 roku.

## Międzynarodowi nadawcy oraz głosowanie

### Sekretarze
Poniższy spis uwzględnia poszczególne nazwiska osób, które podawały punkty od jury każdego poszczególnego państwa w finale konkursu.
1. Holandia – Jeangu Macrooy
(reprezentant Holandii w konkursie w 2021)
2. San Marino – Labiuse
3. Macedonia Północna – Jana Burczeska
(reprezentantka Macedonii w konkursie w 2017)
4. Malta – Aidan
5. Ukraina – Kateryna Pawlenko
(reprezentantka Ukrainy w konkursie w 2021 jako członkini zespołu Go A)
6. Albania – Andri Xhahu
7. Estonia – Tanel Padar
(zwycięzca konkursu w 2001 razem z Dave’em Bentonem i 2XL)
8. Azerbejdżan – Martin Österdal (w zastępstwie za Narmina Salmanowy)
9. Portugalia – Tatanka
(reprezentant Portugalii w konkursie w 2021 jako członek zespołu The Black Mamba)
10. Niemcy – Barbara Schöneberger
11. Belgia – David Jeanmotte
12. Norwegia – Tix
(reprezentant Norwegii w konkursie w 2021)
13. Izrael – Daniel Styopin
14. Polska – Ida Nowakowska
(współprowadząca konkurs Piosenki Eurowizji Junior w 2019 i w 2020)
15. Grecja – Stefania
(reprezentantka Grecji w konkursie w 2021; reprezentantka Holandii w konkursie Piosenki Eurowizji Junior w 2016 jako członkini Kisses)
16. Mołdawia – Elena Băncilă
17. Bułgaria – Janan Dural
18. Serbia – Dragana Kosjerina
19. Islandia – Árný Fjóla Ásmundsdóttir
(reprezentantka Islandii w konkursie w 2021 jako członkini zespołu Gagnamagnið)
20. Cypr – Loukas Hamatsos
21. Łotwa – Samanta Tīna
(reprezentantka Łotwy w konkursie w 2021)
22. Hiszpania – Nieves Álvarez
23. Szwajcaria – Julie Berthollet
24. Dania – Tina Müller
25. Francja – Élodie Gossuin
(współprowadząca konkurs Piosenki Eurowizji Junior w 2021)
26. Armenia – Garik Papojan
27. Czarnogóra – Andrijana Vešović
28. Rumunia – Martin Österdal (w zastępstwie za Edę Marcus)
29. Irlandia – Linda Martin
(reprezentantka Irlandii w konkursie w 1984, zwyciężczyni konkursu w 1992)
30. Słowenia – Lorella Flego
31. Gruzja – Martin Österdal (w zastępstwie za Helen Kalandadze)
32. Chorwacja – Ivan Dorian Molnar
33. Litwa – Vaidotas Valiukevičius
(reprezentant Litwy w konkursie w 2021 jako członek zespołu The Roop)
34. Austria – Philipp Hansa
35. Finlandia – Aksel
(niedoszły reprezentant Finlandii w konkursie w 2020)
36. Wielka Brytania – AJ Odudu
37. Szwecja – Dotter
38. Australia – Courtney Act
39. Czechy – Taťána Kuchařová
40. Włochy – Carolina di Domenico

### Nadawcy publiczni i komentatorzy
Poniższy spis uwzględnia nazwiska komentatorów poszczególnych nadawców publicznych transmitujących widowisko.
Kraje uczestniczące
- Albania – Andri Xhahu(inne języki) (RTSH, RTSH Muzikë, Radio Tirana – półfinały i finał)[131]
- Armenia – Garik Papoyan i Hrachuhi Utmazyan (Armenia 1, Public Radio of Armenia(inne języki) – półfinały i finał)[132]
- Australia – Myf Warhurst(inne języki) i Joel Creasey(inne języki) (SBS – półfinały i finał)[133]
- Austria – Andi Knoll(inne języki) (ORF 1 – półfinały i finał)[134][135]
- Azerbejdżan – Murad Arif(inne języki) (İTV)[136]
- Belgia – niderlandzki: Peter Van de Veire(inne języki) (één – półfinały i finał)[137], francuski: Jean-Louis Lahaye(inne języki) i Maureen Louys(inne języki) (La Une(inne języki), RTBF Auvio, VivaCité(inne języki) – półfinały i finał)[138][139]
- Bułgaria – Elena Rosberg i Petko Kralew (BNT 1, BNT 4(inne języki) – półfinały i finał)[140]
- Chorwacja – Duško Ćurlić(inne języki) (HRT 1)[141], Zlatko Turkalj(inne języki) (HR 2(inne języki))[142]
- Cypr – Melina Karageorgiou, Alexandros Taramountas (RIK 1, RIK HD, RIK Sat – półfinały i finał)[143]
- Czarnogóra – Dražen Bauković i Tijana Mišković (RTCG 1 – półfinały i finał)[144]
- Czechy – Jan Maxián (ČT2 – półfinały i finał)[145]
- Dania – Henrik Millin(inne języki) i Nicolai Molbech (DR1 – półfinały i finał)[146]
- Estonia – estoński: Marko Reikop (ETV – półfinały i finał)[147]; rosyjski: Aleksandr Hobotow i Julia Kalenda (ETV+ – półfinały i finał)[148]
- Finlandia – fiński: Mikko Silvennoinen(inne języki), szwedzki: Eva Frantz(inne języki) i Johan Lindroos, rosyjski: Lewan Tvaltwadze, inari: Heli Huovinen, północnosaamski: Aslak Paltto (Yle TV1 – półfinały i finał)[149]; fiński: Sanna Pirkkalainen i Toni Laaksonen (Yle Radio Suomi – półfinały i finał)[150]
- Francja – francuski: Laurence Boccolini(inne języki) (Culturebox(inne języki) – półfinały)[151], Stéphane Bern i Laurence Boccolini (France 2 – finał)[152]; bretoński: Goulwena an Henaff, Yann-Herle, Thelo Mell i Mael Gwenneg (France 3 Bretagne(inne języki) – finał)[153]
- Grecja – Maria Kozakou i Giorgos Kapoutzidis (ERT1, Deftero Programma, Voice of Greece – półfinały i finał)[154]
- Gruzja – Nika Lobiladze (1TV – półfinały i finał)[155]
- Hiszpania – Tony Aguilar i Julia Varela (La 1, TVE Internacional – półfinały i finał)[156][157]; Imanol Durán, Sara Calvo and David Asensio (Radio Nacional – finał)[158]
- Holandia – Cornald Maas(inne języki) i Jan Smit(inne języki) (NPO 1, BVN TV – półfinały i finał)[159][160]; Frank van ’t Hof i Jeroen Kijk in de Vegte (NPO Radio 2 – finał)[161]
- Irlandia – Marty Whelan (RTÉ2 – półfinały, RTÉ One – finał)[162]; Neil Doherty i Zbyszek Zalinski (RTÉ Radio 1 – drugi półfinał, RTÉ 2fm – finał)[163]
- Islandia – islandzki: Gísli Marteinn Baldursson (RÚV – półfinały i finał)[164]; migowy: TBA (RÚV 2 – półfinały i finał); TBA (Rás 2 – finał)[165]
- Izrael – Asaf Liberman i Akiva Novik (Kan 11 – półfinały i finał)[166]
- Litwa – Ramūnas Zilnys (LRT Televizija, LRT Radijas – półfinały i finał)[167]
- Łotwa – Toms Grēviņš i Lauris Reiniks (Latvijas Televīzija – półfinały i finał)[168]
- Macedonia Północna – Eli Tanaskowska (MRT 1, MRT 2 – półfinały i finał)[169]
- Malta – brak komentatora (TVM – półfinały i finał)[170]
- Mołdawia – Ion Jalbă i Daniela Crudu (Moldova 1, Radio Moldova – półfinały i finał)[171]
- Niemcy – Peter Urban(inne języki) (One – półfinały i finał, Das Erste – finał)[172][173]
- Norwegia – Marte Stokstad (NRK1 – półfinały i finał, NRK P1 – finał)[174]
- Polska – Aleksander Sikora, Marek Sierocki (TVP1, TVP Polonia – półfinały i finał)[175][176]
- Portugalia – Nuno Galopim (RTP1, RTP Internacional, RTP África – półfinały i finał)[177]
- Rumunia – Bogdan Stănescu (TVR1 – półfinały i finał)[178]
- San Marino – Lia Fiorio i Gigi Restivo (San Marino RTV, Radio San Marino – półfinały i finał)[179]
- Serbia – Silvana Grujić i Duška Vučinić (RTS 1, RTS Planeta, RTS Svet – półfinały i finał)[180][181]
- Słowenia – Andrej Hofer (TV Slovenija 1 – finał i TV Slovenija 2 – półfinały, Radio Val 202, Radio Maribor – pierwszy półfinał i finał)[182]
- Szwajcaria – niemiecki: Sven Epiney (SRF zwei – półfinały, SRF info – drugi półfinał, SRF 1 – finał); francuski: Jean-Marc Richard, Nicolas Tanner i Gjon’s Tears (RTS 2 – półfinały, RTS 1 – finał); włoski: Clarissa Tami, Francesca Margiotta i Boris Piffaretti (RSI La 2(inne języki) – półfinały, RSI La 1 – finał)[183]
- Szwecja – Edward af Sillén i Linnea Henriksson (SVT1 – półfinały i finał)[184]; Carolina Norén (SR P4)[185]
- Ukraina – Timur Mirosznyczenko (UA:Kultura, UA:Radio Promin)[186]
- Wielka Brytania – Scott Mills(inne języki), Rylan Clark(inne języki) (BBC Three – półfinały), Graham Norton (BBC One – finał), Ken Bruce (BBC Radio 2 – finał)[187][188]
- Włochy – Gabriele Corsi, Cristiano Malgioglio(inne języki) i Carolina Di Domenico (Rai 1, Rai 4K – półfinały i finał) Ema Stokholma, Gino Castaldo i Saverio Raimondo (Rai Radio 2 – półfinały i finał), The Jackal (RaiPlay – półfinały i finał)[189][190]

Kraje nieuczeestniczące
- Kosowo – (RTK – półfinały i finał)[191]
- Słowacja – Daniel Baláž, Pavol Hubinák i Juraj Malíček (Rádio FM – finał)[192]
- Stany Zjednoczone – Johnny Weir (Peacock – półfinały i finał)[193][194], Ewan Spence i Alesia Michelle (WJFD-FM – finał)[195]